# Liste der Biografien/Frit
Liste der Biografien |
Portal Biografien |
Personensuche
# |
A |
B |
C |
D |
E |
F |
G |
H |
I |
J |
K |
L |
M |
N |
O |
P |
Q |
R |
S |
T |
U |
V |
W |
X |
Y |
Z |
?
 
Fa |
Fe |
Ff |
Fh |
Fi |
Fj |
Fk |
Fl |
Fm |
Fn |
Fo |
Fr |
Ft |
Fu |
Fy
 
Fra |
Frc |
Fre |
Frg |
Fri |
Frk |
Frl |
Fro |
Frr |
Fru |
Fry
 
Fria |
Frib |
Fric |
Frid |
Frie |
Frig |
Frih |
Frii |
Frij |
Frik |
Fril |
Frim |
Frin |
Frio |
Frip |
Frir |
Fris |
Frit |
Friv |
Friz
Die Liste der Biografien führt alle Personen auf, die in der deutschsprachigen Wikipedia einen Artikel haben. Dieses ist eine Teilliste mit 509 Einträgen von Personen, deren Namen mit den Buchstaben „Frit“ beginnt.

## Frit

### Fritc
- Fritch, Édouard (* 1952), französischer Politiker (Französisch-Polynesien)
- Fritchie, Rennie, Baroness Fritchie (* 1942), britische Staatsbedienstete und Life Peeress

### Frith
- Frith, Chris (* 1942), britischer Neurowissenschaftler
- Frith, Clifford B. (* 1949), australisch-britischer Ornithologe und Naturfotograf
- Frith, Clifford John (* 1924), britisch-australischer Maler, Bildhauer und Kunstlehrer
- Frith, Doug (1945–2009), kanadischer Politiker
- Frith, Francis (1822–1898), englischer Photograph und Unternehmer
- Frith, Fred (* 1949), britischer MusikerFred Frith (* 1949)

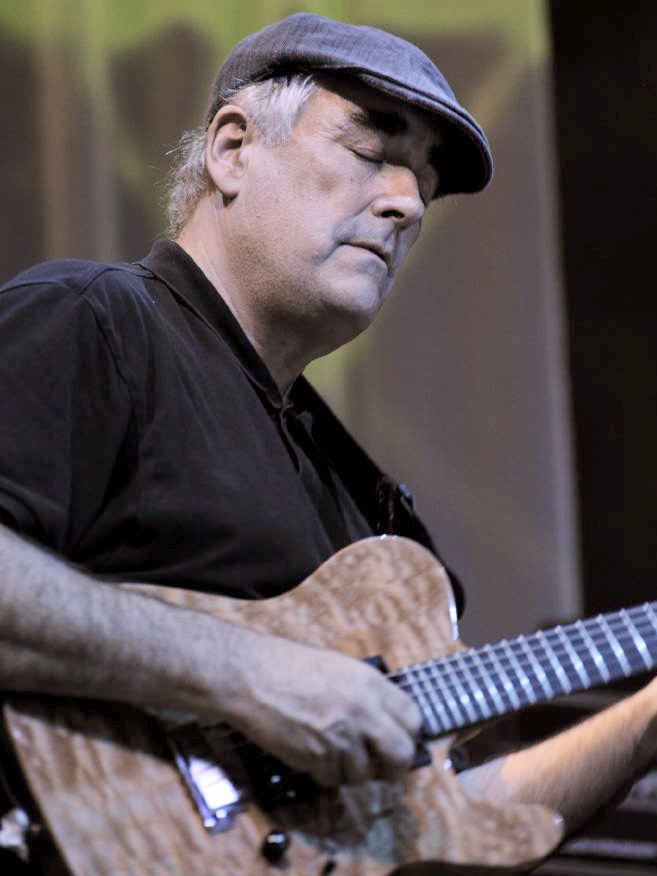
Fred Frith (* 1949)

- Frith, Freddie (1909–1988), britischer Motorradrennfahrer
- Frith, Harry (1921–1982), australischer Wildtierbiologe und Naturschützer
- Frith, Helen (* 1939), australische Hochspringerin, Weitspringerin und Fünfkämpferin
- Frith, Inger K. (1909–1981), dänische Bogenschützin und Sportfunktionärin
- Frith, John (1503–1533), englischer protestantischer Priester und Märtyrer
- Frith, Richard (* 1949), britischer Theologe; Bischof von Hereford
- Frith, Uta (* 1941), deutsche Entwicklungspsychologin und Professorin in London
- Frith, William (1819–1909), britischer Maler
- Frith, William Silver (1850–1924), britischer Bildhauer
- Frithioff, Anna (* 1962), schwedische Skilangläuferin
- Frithum, Ferdinand (1891–1957), österreichischer Fußballspieler und -trainer
- Frithuwald († 585), König des angelsächsischen Königreiches Bernicia

### Friti
- Fritigern, terwingischer Richter und Feldherr
- Fritigil, Königin der Markomannen

### Frito
- Friton, Azarias (1563–1607), römisch-katholischer Geistlicher
- Friton, Gottfried (1824–1904), österreichischer Komponist, Militärkapellmeister und Arrangeur
- Friton, Nicholas († 1598), römisch-katholischer Geistlicher

### Frits
- Fritsch, Ahasverus (1629–1701), deutscher Jurist und Kirchenlieddichter der Barockzeit
- Fritsch, Albert von (1856–1922), württembergischer Generalleutnant im Ersten Weltkrieg
- Fritsch, Alina (* 1990), österreichische SchauspielerinAlina Fritsch (* 1990)

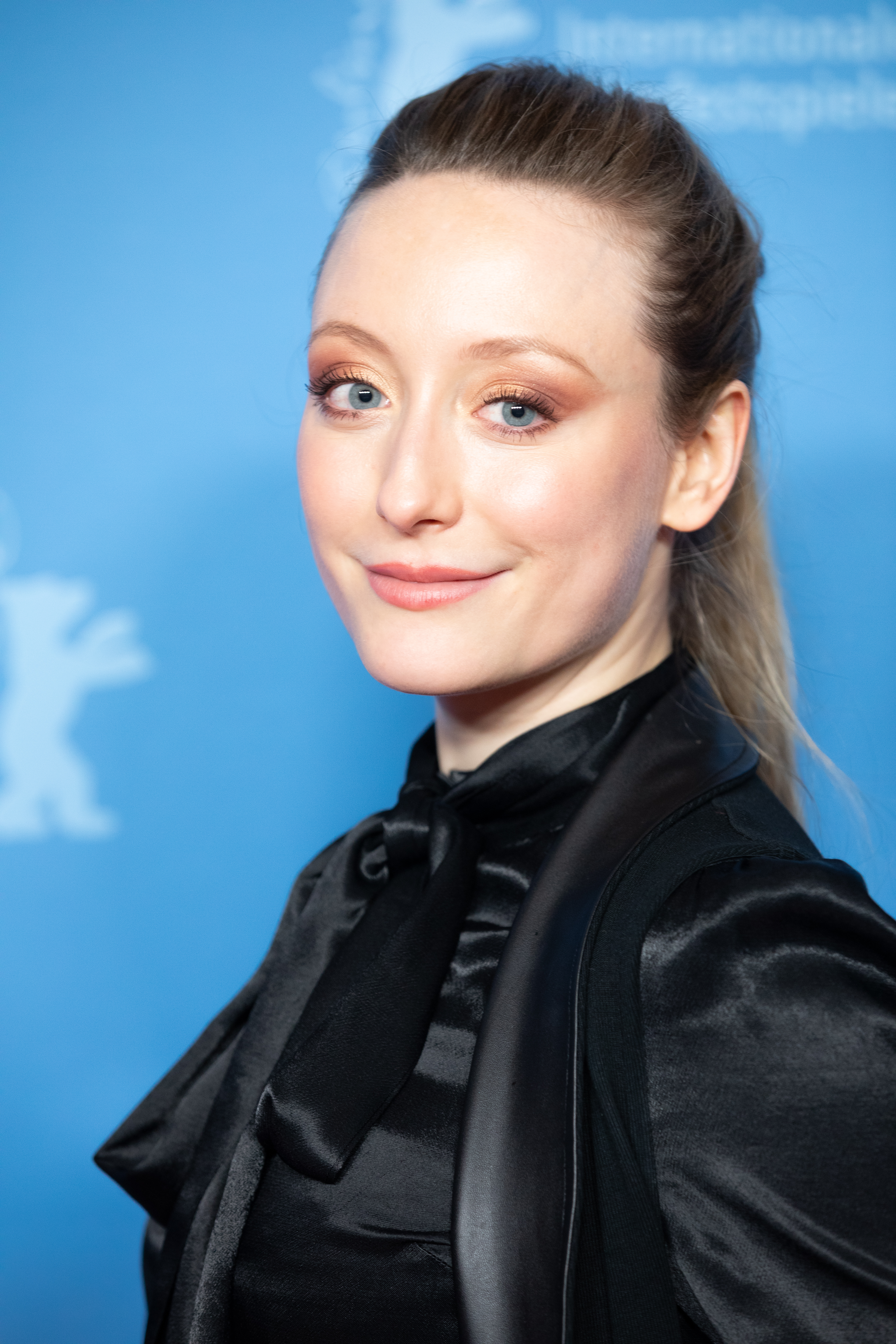
Alina Fritsch (* 1990)

- Fritsch, Andreas (* 1941), deutscher Altphilologe
- Fritsch, Andreas (* 1970), deutscher Fernsehmoderator
- Fritsch, Anett (* 1986), deutsche Opernsängerin (Sopran)
- Fritsch, Angelika von (* 1953), deutsche Politikerin (FDP), MdL
- Fritsch, Arnulf (1926–2014), österreichischer Chirurg und Hochschullehrer
- Fritsch, Balthasar, deutscher Musiker und Komponist
- Fritsch, Bernd Helge (* 1944), österreichischer Buchautor
- Fritsch, Bruno (1842–1933), deutscher Politiker (NLP)
- Fritsch, Bruno (1926–2009), Schweizer Wirtschaftswissenschaftler und Hochschullehrer
- Fritsch, Burchard (1883–1950), deutscher Gold- und Silberarbeiter und Politiker (SPD)
- Fritsch, Carl von (1804–1892), deutscher Verwaltungsjurist, Diplomat und Politiker
- Fritsch, Christina (* 1950), deutsche Lehrerin und Politikerin (SPD), MdV, MdB
- Fritsch, Constanze von (1781–1858), sachsen-weimarische Hofdame und Oberhofmeisterin
- Fritsch, Dieter (* 1950), deutscher Geodät und Professor für Photogrammetrie und Vermessungswesen
- Fritsch, Dirk (* 1950), deutscher Filmemacher, Autor und Regisseur
- Fritsch, Eduard (1853–1932), deutscher evangelischer Theologe und Superintendent
- Fritsch, Ekkehard (1921–1987), deutscher Schauspieler
- Fritsch, Ernst (1880–1945), deutscher Verwaltungsjurist und Landrat
- Fritsch, Ernst (1892–1965), deutscher Maler
- Fritsch, Ewald (1841–1897), erster Aufsichtsratsvorsitzender der Großeinkaufs-Gesellschaft Deutscher Consumvereine
- Fritsch, Felix Eugen (1879–1954), britischer Botaniker
- Fritsch, Florian (* 1978), deutscher Rennfahrer, Unternehmer und Investor
- Fritsch, Florian (* 1985), deutscher Golfspieler
- Fritsch, Franz (1895–1955), österreichischer Politiker (SPÖ), Landtagsabgeordneter
- Fritsch, Franz Xaver (1797–1870), österreichischer Schriftsteller
- Fritsch, Franziska von (1828–1904), deutsche Schriftstellerin
- Fritsch, Frederick (* 1954), US-amerikanischer Bobsportler
- Fritsch, Friedrich August von (1768–1845), Oberforstmeister
- Fritsch, Georg (1890–1955), deutscher Architekt und Baubeamter
- Fritsch, Georg Friedrich (1817–1881), deutscher Politiker
- Fritsch, Gerhard (1924–1969), österreichischer Schriftsteller
- Fritsch, Gisela (1936–2013), deutsche Schauspielerin und SynchronsprecherinGisela Fritsch (1936–2013)

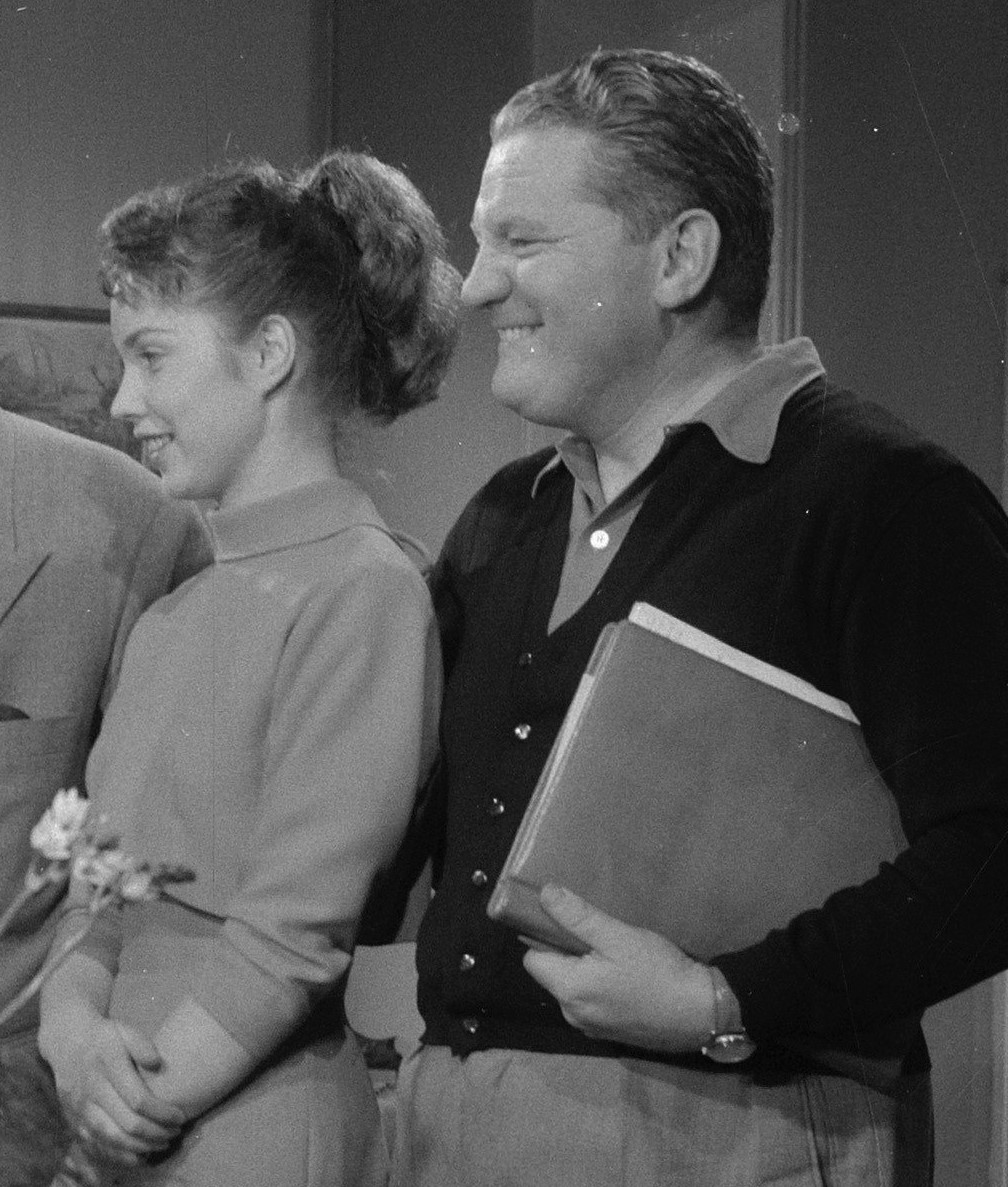
Gisela Fritsch (1936–2013)

- Fritsch, Gottfried († 1750), österreichischer Bildhauer
- Fritsch, Götz (1943–2018), deutscher Theater- und Hörspielregisseur
- Fritsch, Gudrun (* 1939), klinische Psychologin und Kunsthistorikerin
- Fritsch, Gunter (* 1942), deutscher Politiker (SPD), MdL
- Fritsch, Günther (1926–1982), österreichischer Gerichtsreporter, Journalist und humoristischer Autor
- Fritsch, Gustav Theodor (1838–1927), deutscher Anatom, Anthropologe und Physiologe
- Fritsch, Hans (1860–1945), deutscher Jurist
- Fritsch, Hans (1882–1950), österreichischer Radiologe und Schriftsteller
- Fritsch, Hans (1889–1931), deutscher Jurist
- Fritsch, Hans (1911–1987), deutscher Leichtathlet
- Fritsch, Hans-Jürgen (1940–2020), deutscher Fußballspieler
- Fritsch, Heinrich (1844–1915), deutscher Gynäkologe und Hochschullehrer in Breslau und Bonn
- Fritsch, Herbert (1945–2007), österreichischer Maler
- Fritsch, Herbert (* 1951), deutscher Schauspieler, Regisseur und MedienkünstlerHerbert Fritsch (* 1951)

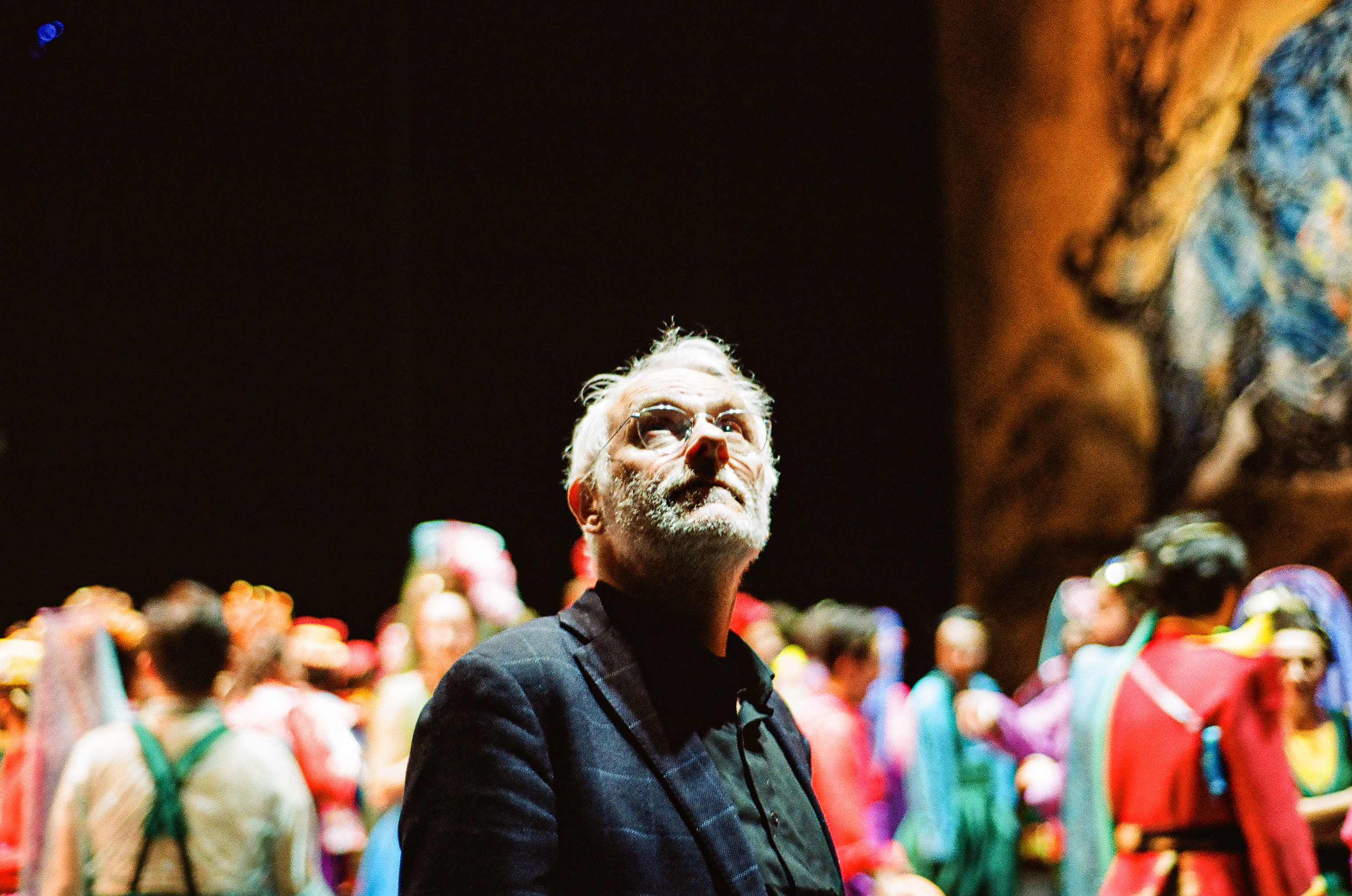
Herbert Fritsch (* 1951)

- Fritsch, Hermann (1829–1894), preußischer Generalmajor und Kommandeur der 2. Infanterie-Brigade
- Fritsch, Horst (1931–2010), deutscher Politiker (Bündnis 90/Die Grünen), MdB
- Fritsch, Innozenz (1655–1734), deutscher Zisterzienser, Abt des Zisterzienserklosters Grüssau
- Fritsch, Jacob (* 1988), deutscher Handballspieler
- Fritsch, Jakob Friedrich von (1731–1814), sächsischer StaatsmannJakob Friedrich von Fritsch (1731–1814)

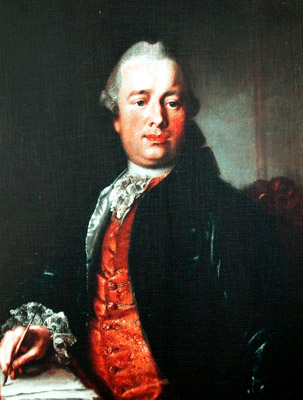
Jakob Friedrich von Fritsch (1731–1814)

- Fritsch, Jens-Werner (1947–1995), deutscher Schauspieler, Regisseur und Hörspielsprecher
- Fritsch, Johann Friedrich (1635–1680), Buchhändler und Verleger
- Fritsch, Johann Heinrich (1772–1829), deutscher Oberprediger und Superintendent
- Fritsch, Johann Nepomuk (1791–1872), deutscher Jurist und Politiker
- Fritsch, Johannes (1941–2010), deutscher Komponist
- Fritsch, Jürgen (* 1945), deutscher Fußballspieler
- Fritsch, Karl (1812–1879), österreichischer Geophysiker und Meteorologe
- Fritsch, Karl (1855–1926), österreichischer Optiker
- Fritsch, Karl (1864–1934), österreichischer Botaniker
- Fritsch, Karl (1901–1944), deutscher Politiker (NSDAP), MdR, Innenminister Sachsens
- Fritsch, Karl (* 1963), deutscher Goldschmied
- Fritsch, Karl Emil Otto (1838–1915), deutscher Architekt, Autor und Herausgeber, Schwiegersohn Theodor Fontanes
- Fritsch, Karl von (1838–1906), deutscher Geologe und Paläontologe
- Fritsch, Karl Wilhelm von (1769–1851), deutscher Regierungsrat und langjähriger Staatsminister des Großherzogtums Sachsen-Weimar-Eisenach
- Fritsch, Karl-August (1889–1962), deutscher evangelischer Geistlicher und 1933 einer der Gründer des Versicherungsvereins HUK-Coburg
- Fritsch, Katharina (* 1956), deutsche Bildhauerin
- Fritsch, Konstantin (1857–1934), preußischer Verwaltungsjurist
- Fritsch, Kurt-Otto (* 1924), deutscher Schauspieler
- Fritsch, Lothar (1871–1951), deutscher General der Infanterie, SS-Gruppenführer
- Fritsch, Lukas (* 2006), österreichischer Handballspieler
- Fritsch, Lutz (* 1955), deutscher Zeichner, Bildhauer, Fotograf und Polarreisender
- Fritsch, Manuel (* 1977), deutscher Spielekritiker, Journalist und Podcaster
- Fritsch, Marbod (* 1963), österreichischer Künstler
- Fritsch, Maria (1901–2000), deutsche Sekretärin und Spionin
- Fritsch, Markus (* 1963), deutscher Bassist
- Fritsch, Matthias (* 1976), deutscher Medien-Künstler
- Fritsch, Matthias J. (* 1967), deutscher katholischer Theologe
- Fritsch, Max (1881–1951), tschechoslowakischer Politiker (SdP)
- Fritsch, Max (1903–1962), deutscher Politiker (SED)
- Fritsch, Melchior (1826–1889), österreichischer Landschaftsmaler, Zeichner und Lithograf
- Fritsch, Michael (* 1951), deutscher Ökonom und Hochschullehrer
- Fritsch, Milka (1867–1937), deutsche Politikerin (DVP), MdR
- Fritsch, Nicolas (* 1978), französischer Radrennfahrer
- Fritsch, Oskar (1883–1972), deutscher Jurist und Schriftsteller
- Fritsch, Otto (* 1870), deutscher Gewerkschafter und Politiker (SPD), MdL
- Fritsch, Otto Ernst (* 1908), deutscher Maler und Gegner des Nationalsozialismus
- Fritsch, Paul (1826–1907), deutscher Landesgerichtsrat und Sachbuchautor
- Fritsch, Paul (1859–1913), deutscher Chemiker
- Fritsch, Paul (1901–1970), französischer Boxer
- Fritsch, Pierre (1930–2005), französischer Feuilletonist und Schriftsteller
- Fritsch, Rainer-Maria (* 1956), deutscher Politiker (Die Linke), Staatssekretär in Berlin
- Fritsch, Regina (* 1964), österreichische SchauspielerinRegina Fritsch (* 1964)

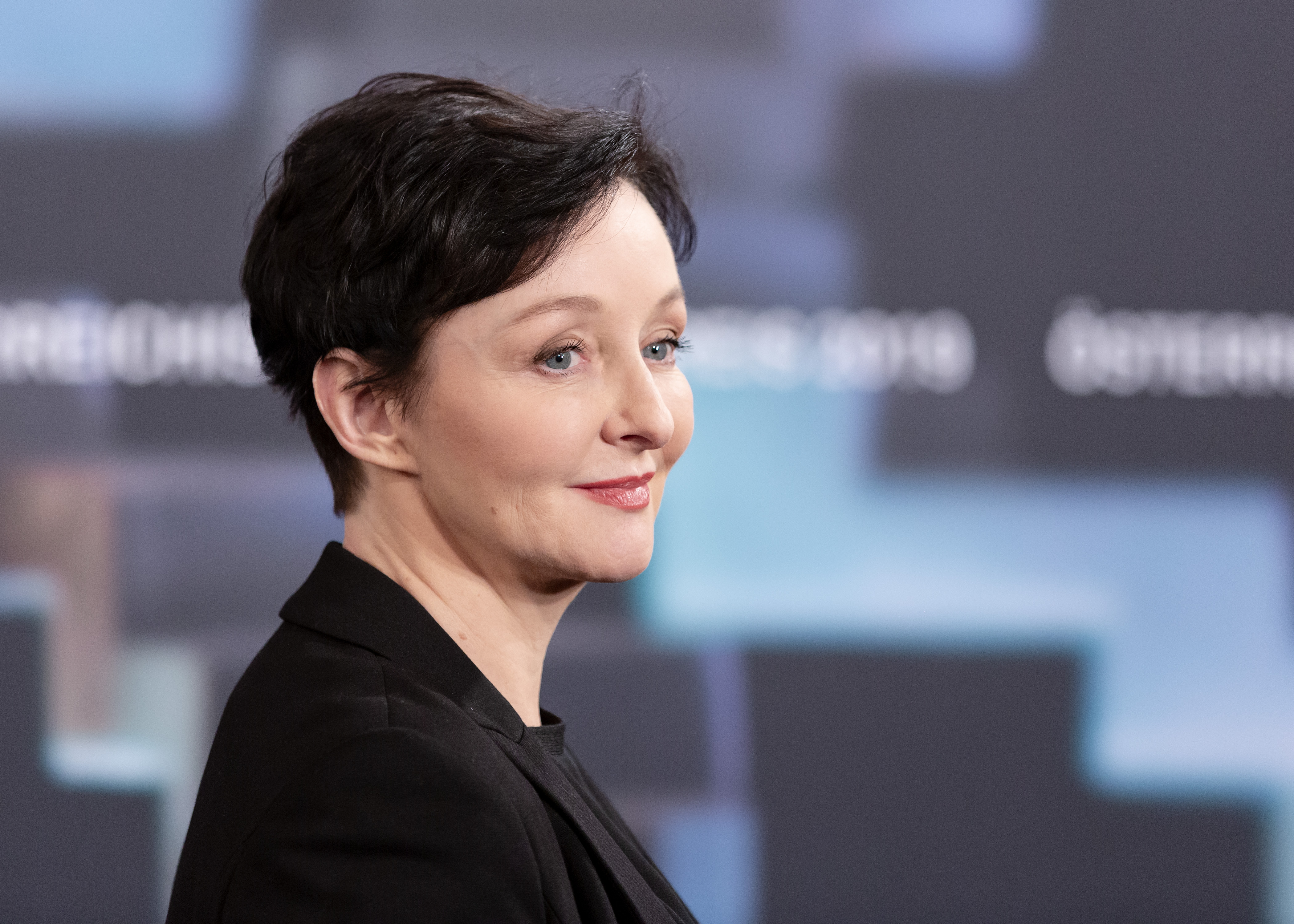
Regina Fritsch (* 1964)

- Fritsch, Reinhold (* 1904), deutscher nationalsozialistischer Funktionär
- Fritsch, Rüdiger (* 1948), deutscher Architekt
- Fritsch, Rüdiger (* 1961), deutscher Rechtsanwalt
- Fritsch, Rüdiger von (* 1953), deutscher DiplomatRüdiger von Fritsch (* 1953)

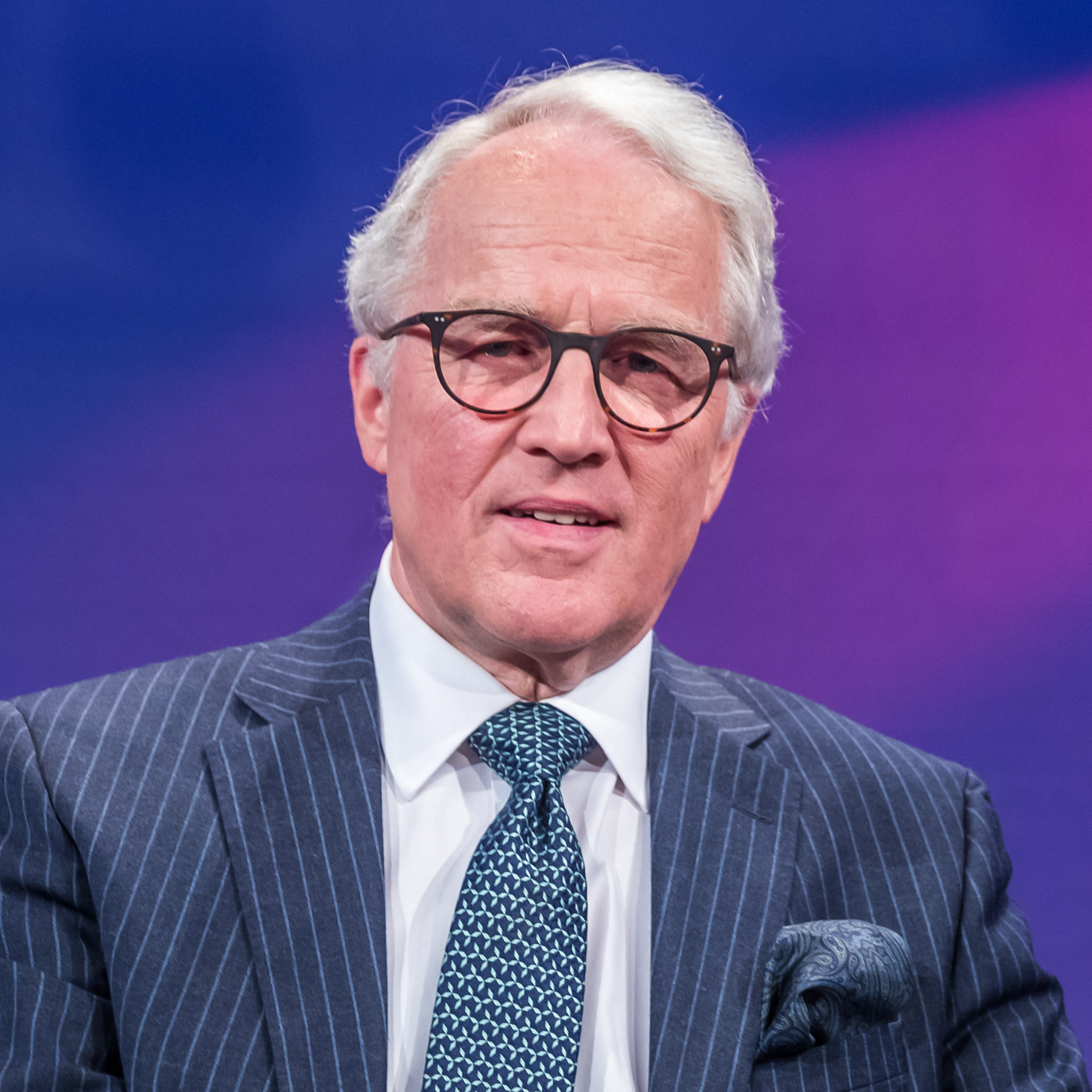
Rüdiger von Fritsch (* 1953)

- Fritsch, Rudolf (* 1928), deutscher Veterinärmediziner
- Fritsch, Rudolf (1939–2018), deutscher Mathematiker
- Fritsch, Sebastian (* 1996), deutscher Cellist
- Fritsch, Sigrun (* 1959), deutsche Theaterregisseurin
- Fritsch, Stefan (* 1907), deutscher Jurist
- Fritsch, Theodor (1852–1933), deutscher Publizist antisemitischer Schriften und Politiker, MdR
- Fritsch, Theodor (1895–1946), deutscher nationalsozialistischer Verleger
- Fritsch, Thomas (* 1563), deutscher Geistlicher und Komponist
- Fritsch, Thomas (1666–1726), Verlagsbuchhändler
- Fritsch, Thomas (1944–2021), deutscher Film- und Fernsehschauspieler, Synchronsprecher und Schlagersänger
- Fritsch, Thomas (* 1962), deutscher Archäologe
- Fritsch, Thomas von († 1775), sächsischer Staatsmann
- Fritsch, Toni (1945–2005), österreichischer Fußballspieler und American-Football-Spieler
- Fritsch, Ulrich (* 1934), deutscher Wirtschaftsjournalist
- Fritsch, Valerie (* 1989), österreichische Schriftstellerin und Photokünstlerin
- Fritsch, Waldemar (1909–1978), sudetendeutscher Porzellanplastiker
- Fritsch, Waldemar (1923–2008), österreichischer Tischtennisspieler
- Fritsch, Walter (1889–1966), deutscher Offizier und SA-Führer
- Fritsch, Walter (1899–1987), langjähriger Dozent an Ingenieurschulen für Maschinenbau und Unterrichtsleiter der Ingenieurschule für Luftfahrttechnik (IfL)
- Fritsch, Walter (1922–1991), deutscher Verwaltungsbeamter und Politiker (SPD), MdB
- Fritsch, Werner (* 1960), deutscher Schriftsteller
- Fritsch, Werner von (1880–1939), deutscher GeneraloberstWerner von Fritsch (1880–1939)

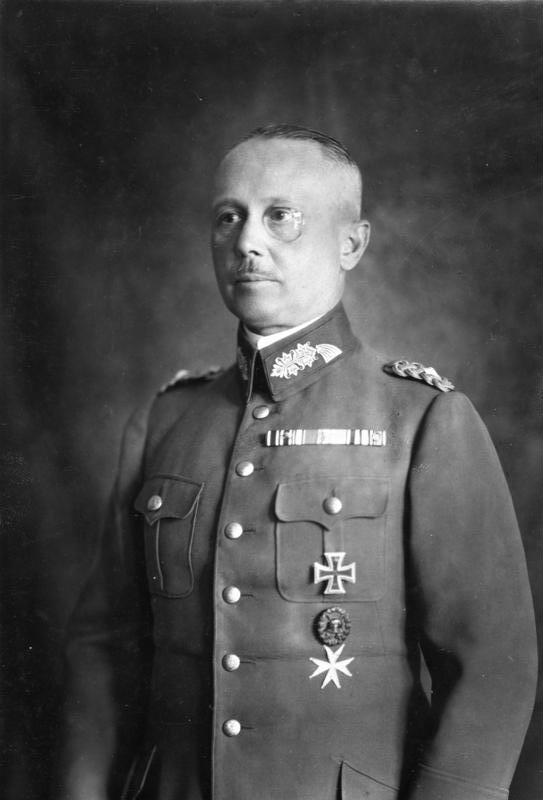
Werner von Fritsch (1880–1939)

- Fritsch, Willibald (1876–1948), deutscher Bildhauer
- Fritsch, Willy (1901–1973), deutscher Schauspieler
- Fritsch, Wolfram von (* 1961), deutscher Manager
- Fritsch-Albert, Wolfgang (* 1946), deutscher Manager, Vorstandsvorsitzender der Westfalen AG
- Fritsch-Rößler, Waltraud (* 1957), deutsche Germanistin
- Fritsch-Vivié, Gabriele (* 1938), deutsche Theaterwissenschaftlerin, Dramaturgin und Publizistin
- Fritsche, Arno Eugen (1858–1939), deutscher Architekt
- Fritsche, August Ludwig Leopold von (1780–1855), preußischer Beamter, Jurist und Regierungspräsident von Köslin (1834–1852)
- Fritsche, Burkhard (* 1952), deutscher Karikaturist
- Fritsche, Carl (* 1833), deutscher Lehrer und Autor
- Fritsche, Christian, deutscher Behindertensportler
- Fritsche, Claudia (* 1952), liechtensteinische Diplomatin
- Fritsche, Dan (* 1985), US-amerikanischer Eishockeyspieler
- Fritsche, Erika (* 1956), deutsche Politikerin (Grüne), MdL
- Fritsche, Ernst (1850–1905), deutscher Oberlehrer und Heimatforscher
- Fritsche, Friedrich Gotthilf (1799–1851), deutscher evangelischer Geistlicher
- Fritsche, Gerhard (1916–1965), deutscher Architekt
- Fritsche, Hans (1832–1898), deutscher Kommunalpolitiker und Oberbürgermeister von Charlottenburg (1887–1898)
- Fritsche, Hans (* 1929), deutscher Architekt, Hochschullehrer und stellvertretender Minister der DDR
- Fritsche, Hans (* 1950), deutscher Fußballspieler und Redakteur
- Fritsche, Herbert (1911–1960), deutscher Autor und Herausgeber
- Fritsche, Herbert (1934–2024), deutscher Historiker und Sachbuch-Autor zur Regionalgeschichte rund um die Kreisstadt Eschwege
- Fritsche, Hermann Georg (1846–1924), deutscher evangelisch-lutherischer Theologe, Pfarrer und Superintendent
- Fritsche, Iven (* 1966), deutscher Dichter, Künstler und Satiriker
- Fritsche, Joachim (1933–2015), deutscher Gebrauchsgrafiker
- Fritsche, Joachim (* 1951), deutscher Fußballspieler (DDR)
- Fritsche, John junior (* 1991), US-amerikanisch-schweizerischer Eishockeyspieler
- Fritsche, Jörn (* 1965), deutscher Jurist und Richter am Bundesgerichtshof
- Fritsche, Karl (1911–1986), deutscher Gewerkschafter (FDGB)
- Fritsche, Klaus-Dieter (* 1953), deutscher Politiker (CSU), Staatssekretär im Bundesministerium des Innern
- Fritsche, Lutz (1944–2016), deutscher Diplomwirtschaftsingenieur
- Fritsche, Maja Catrin (* 1960), deutsche SchlagersängerinMaja Catrin Fritsche (* 1960)

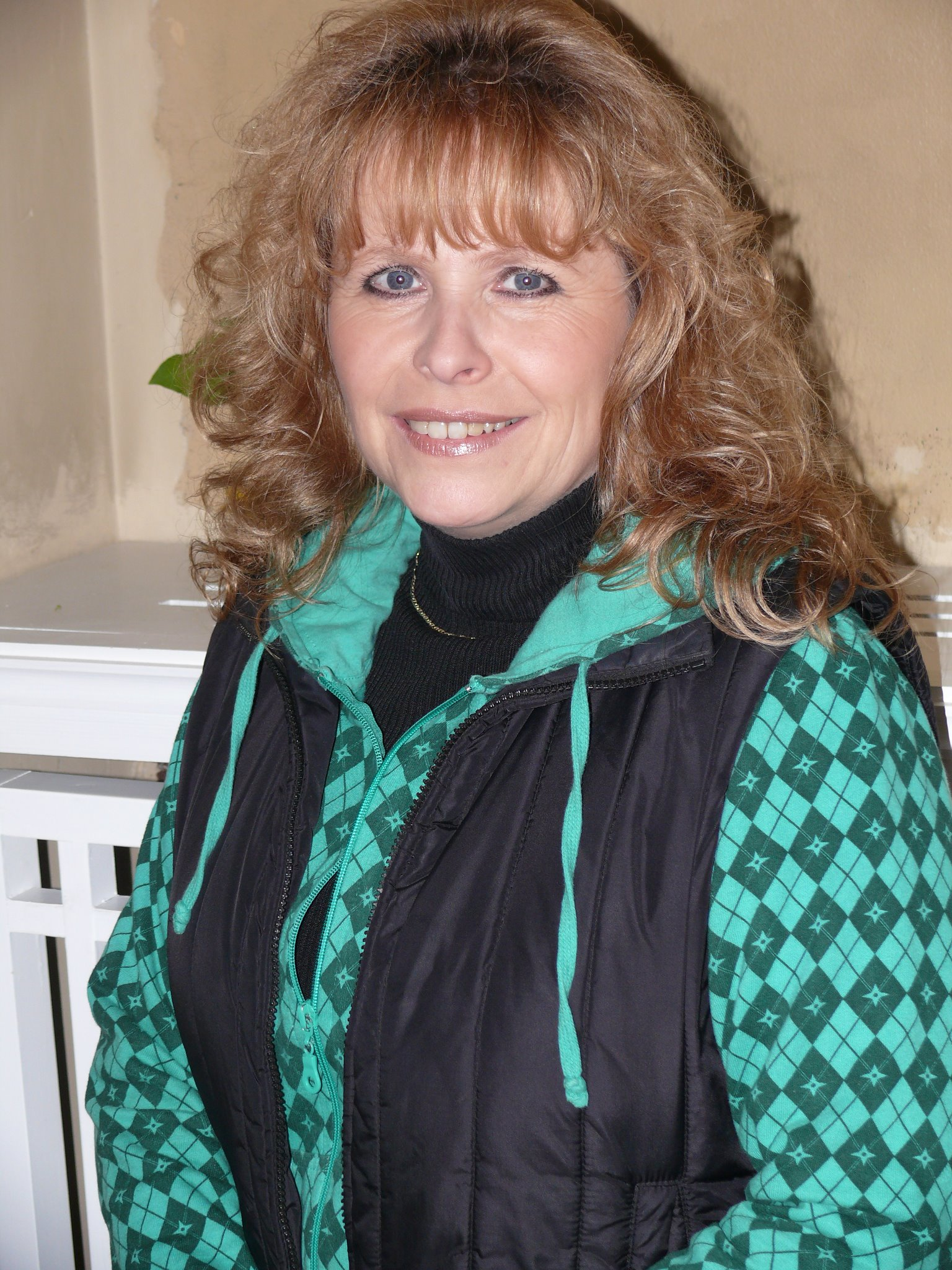
Maja Catrin Fritsche (* 1960)

- Fritsche, Marco (* 1976), Schweizer Journalist und Fernsehmoderator
- Fritsche, Olaf (* 1967), deutscher Kinderbuchautor
- Fritsche, Paul (1924–2005), deutscher Mediziner und Hochschullehrer
- Fritsche, Petra (* 1951), deutsche Kommunikationswissenschaftlerin und Stadtführerin
- Fritsche, Ulrich (* 1969), deutscher Wirtschaftswissenschaftler
- Fritsche, Volkmar (* 1936), deutscher Komponist und Dirigent
- Fritsche, Wladimir Maximowitsch (1870–1929), russischer Literatur- und Kunstwissenschaftler
- Fritschel, Peter, US-amerikanischer Physiker
- Fritschen, Gero von (* 1970), deutscher Brigadegeneral
- Fritschen, Walter von (1894–1967), deutscher Architekt und Denkmalpfleger
- Fritscher, Bernhard (1954–2013), deutscher Wissenschaftshistoriker
- Fritscher, Jack (* 1939), US-amerikanischer Schriftsteller
- Fritscher, Karl (1875–1945), tschechoslowakischer Pfarrer und Abgeordneter des tschechoslowakischen Parlaments
- Fritscher, Susanna (* 1960), österreichische Malerin und Installationskünstlerin
- Fritschi, Friedrich (1851–1921), Schweizer Politiker, Verbandsfunktionär und Lehrer
- Fritschi, Niklaus (* 1945), Schweizer Architekt, Maler und Zeichner
- Fritschi, Oscar (1939–2016), Schweizer Politiker (FDP)
- Fritschi, Sonja (* 1973), Schweizer Distanz-Reiterin
- Fritschi, Tamara (* 1997), Schweizer Unihockeyspielerin
- Fritschi, Werner (1933–2025), deutscher Fußballspieler
- Fritschi, Werner (1936–2019), Schweizer Sozialarbeiter, Publizist und Autor
- Fritschler, Hans-Dieter (1941–2021), deutscher Politiker und Parteifunktionär der Sozialistischen Einheitspartei Deutschlands (SED)

### Fritt
- Fritta, Bedřich (1906–1944), tschechischer Grafiker und KarikaturistBedřich Fritta (1906–1944)

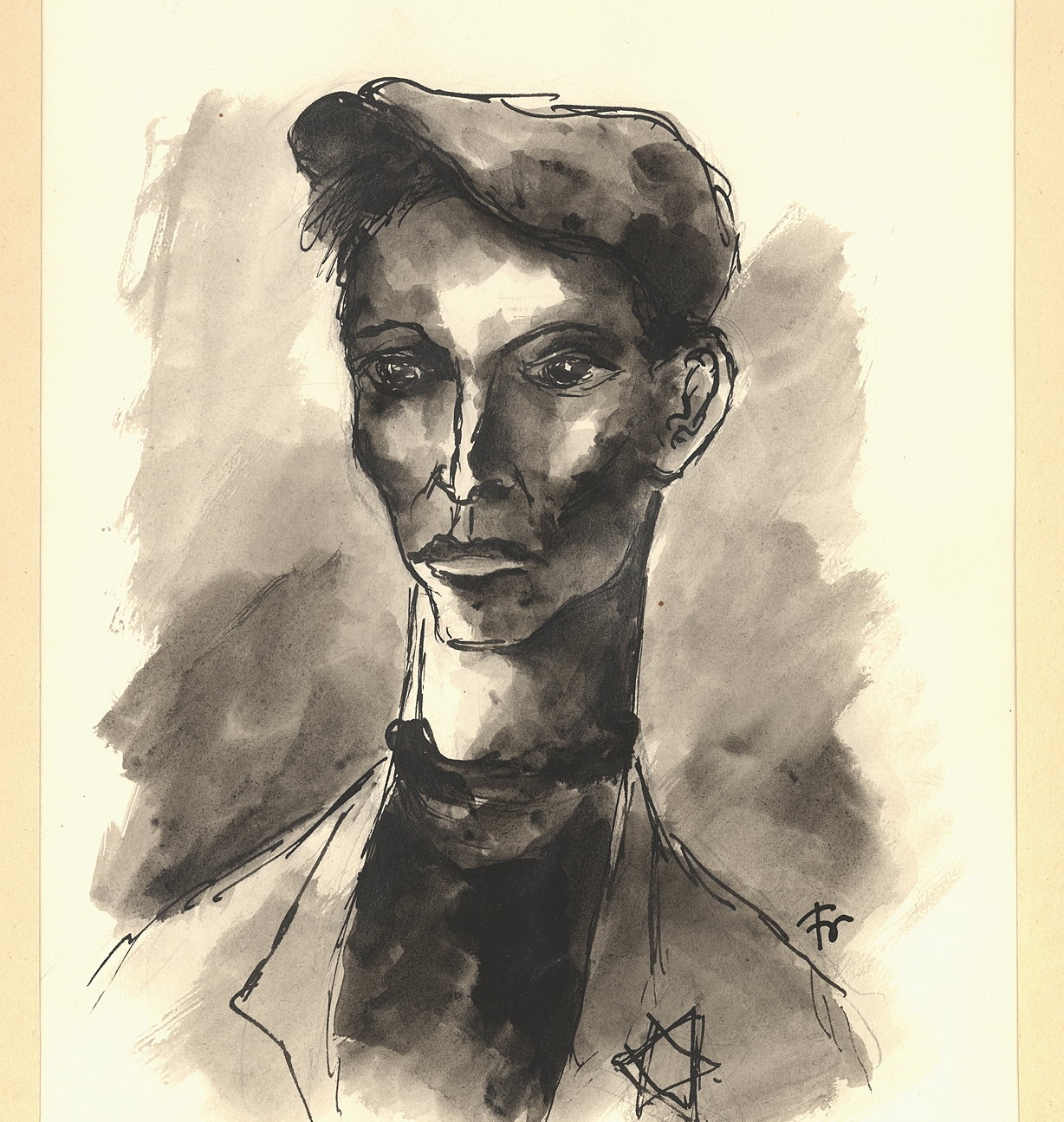
Bedřich Fritta (1906–1944)

- Frittelli, Fabio (1966–2013), italienischer Sänger, Model und Produzent
- Frittoli, Barbara (* 1967), italienische Opern-, Lied- und Konzertsängerin (Sopran/Mezzosopran)
- Frittrang, Götz (* 1977), deutscher Kabarettist
- Fritts, Charles (1850–1903), US-amerikanischer Erfinder
- Fritts, Donnie (1942–2019), US-amerikanischer Country-Musiker, Studiomusiker und Songwriter
- Fritts, Lawrence (* 1952), US-amerikanischer Komponist und Musikpädagoge

### Fritz
- Fritz, Adolf (1929–2024), österreichischer Paläobotaniker
- Fritz, Alberich (1704–1787), österreichischer Zisterzienser und Abt
- Fritz, Albert (1899–1943), deutscher Eisendreher und Widerstandskämpfer gegen den Nationalsozialismus
- Fritz, Albert (1947–2019), deutscher Radrennfahrer
- Fritz, Alexander (1857–1932), deutscher Schachspieler
- Fritz, Alfons (1861–1933), deutscher Lehrer, Lokalhistoriker, Schriftsteller und Theaterkritiker
- Fritz, Alfons (1900–1933), Baukünstler und Architekt
- Fritz, Alfred Herbert (* 1937), deutscher Fertigungsingenieur
- Fritz, Astrid (* 1959), deutsche Schriftstellerin
- Fritz, Barbara (* 1964), deutsche Wirtschaftswissenschaftlerin
- Fritz, Bernd (1945–2017), deutscher Journalist, Satiriker und Schriftsteller
- Fritz, Bernd (* 1947), deutscher Kunsthistoriker und Sachbuch-Autor insbesondere zu Porzellangeschirr
- Fritz, Bernhard (1907–1980), deutscher Bauingenieur
- Fritz, Bernhard (* 1951), deutscher Kommunalpolitiker (CDU), Oberbürgermeister in Winnenden
- Fritz, Bill (1892–1941), US-amerikanischer Stabhochspringer
- Fritz, Bruno (1900–1984), deutscher Kabarettist, Schauspieler und Synchronsprecher
- Fritz, Burkhard (* 1970), deutscher Opernsänger (Heldentenor)
- Fritz, Charlotte (1918–2003), österreichische Gerechte unter den Völkern
- Fritz, Christian (* 1988), deutscher Pianist
- Fritz, Christoph (* 1994), österreichischer Kabarettist
- Fritz, Clemens (* 1980), deutscher FußballspielerClemens Fritz (* 1980)

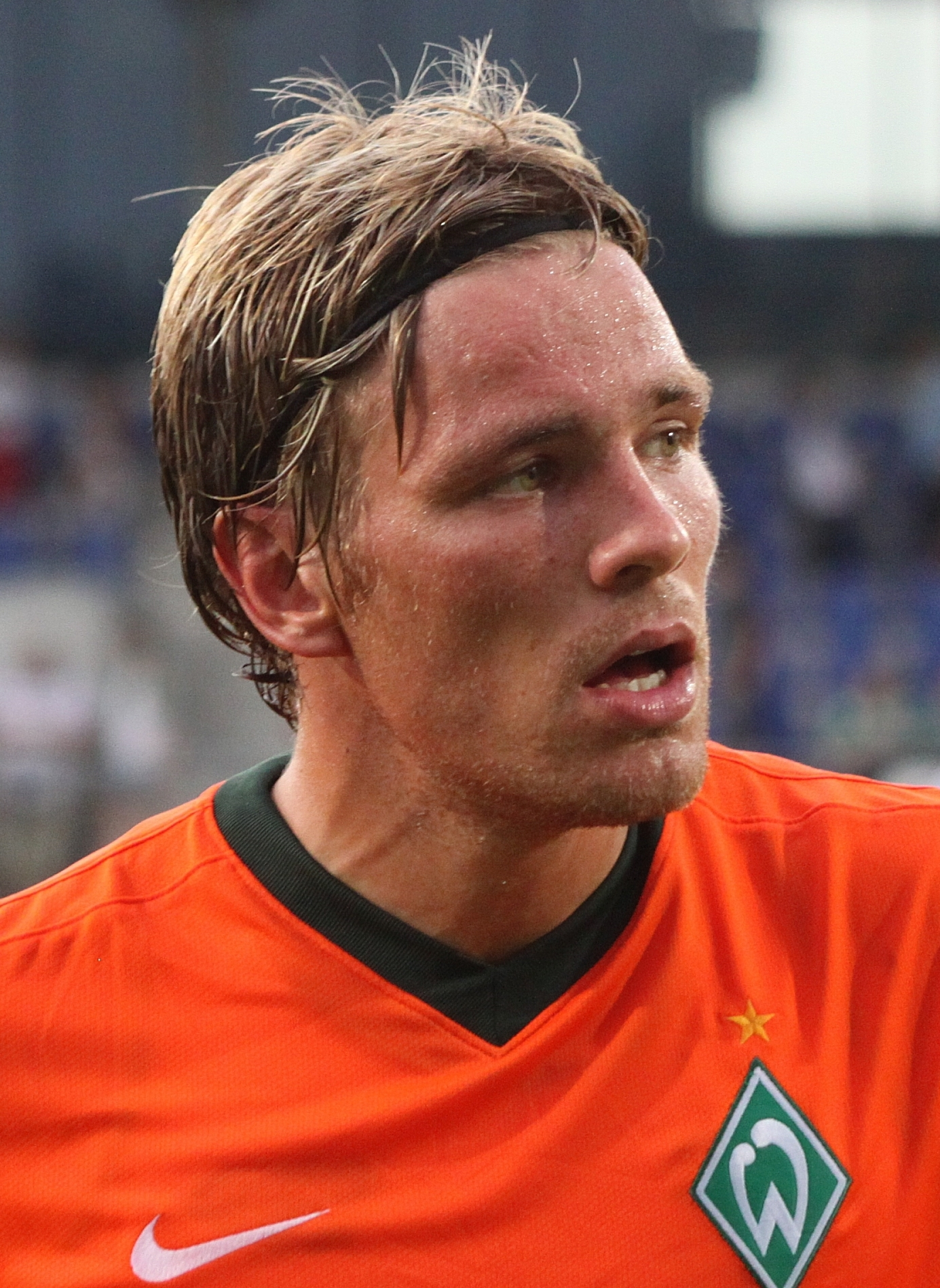
Clemens Fritz (* 1980)

- Fritz, Daniel (1777–1845), Bürgermeister und Landtagsabgeordneter
- Fritz, Daniel (* 1984), deutscher Schauspieler
- Fritz, David (* 1999), österreichischer Fußballspieler
- Fritz, Dieter (* 1956), deutscher Fernsehjournalist
- Fritz, Dominic (* 1983), deutscher Bürgermeister von TimișoaraDominic Fritz (* 1983)

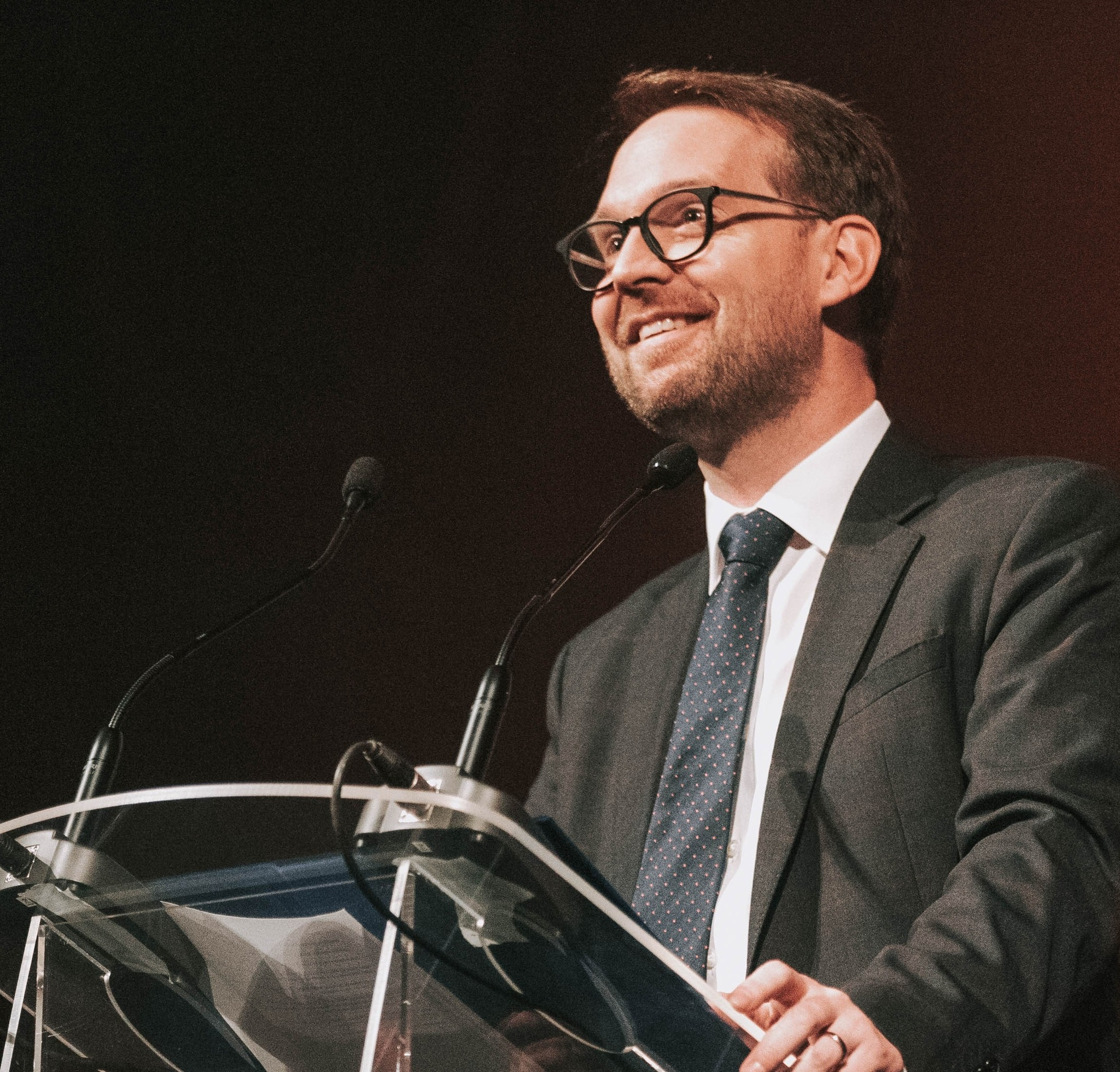
Dominic Fritz (* 1983)

- Fritz, Eberhard (* 1957), deutscher Historiker und Archivar
- Fritz, Elisabeth (* 1955), deutsche Richterin, Amtsgerichtspräsidentin und Verfassungsrichterin
- Fritz, Emil (1877–1954), deutscher Gastronom und Varietébesitzer
- Fritz, Erich (1899–1989), österreichischer Rechtsmediziner und Hochschullehrer
- Fritz, Erich G. (* 1946), deutscher Politiker (CDU), MdB
- Fritz, Ernst (1876–1956), deutscher Pädagoge und Schriftsteller
- Fritz, Ernst (1900–1978), deutscher Verwaltungsjurist
- Fritz, Ernst (1945–2018), österreichischer Politiker (ÖVP), Landtagsabgeordneter in Vorarlberg
- Fritz, Ferdinand (* 1877), deutscher Politiker (LDPD), MdL Sachsen-Anhalt
- Fritz, Franz Ferdinand (1772–1840), Bischof von Hildesheim
- Fritz, Franziska (* 1991), deutsche Bobsportlerin
- Fritz, Friedrich (1888–1945), deutscher Widerstandskämpfer gegen den Nationalsozialismus
- Fritz, Friedrich (1906–1979), deutscher Politiker (CDU), MdB
- Fritz, Gaspard (1716–1783), Schweizer Geiger und Komponist
- Fritz, Gedeon (1892–1950), österreichischer Politiker (ÖVP), Landtagsabgeordneter zum Vorarlberger Landtag
- Fritz, Gejza (1880–1957), slowakischer Jurist und Politiker
- Fritz, Georg (1865–1944), deutscher Finanz- und Kolonialbeamter, Geheimer Regierungsrat und antisemitischer Publizist
- Fritz, Georg (1884–1967), deutscher Maler und Grafiker
- Fritz, George (* 1959), kanadisch-deutscher Eishockeyspieler
- Fritz, Gerd (* 1943), deutscher Germanist, Linguist und Hochschullehrer
- Fritz, Gerhard (1919–2002), deutscher Chemiker
- Fritz, Gerhard (1921–1984), deutscher Politiker (CDU), MdB
- Fritz, Gerhard (* 1953), deutscher Historiker
- Fritz, Gottlieb (1873–1934), deutscher Bibliothekar
- Fritz, Gregor (1693–1774), österreichischer Barockbildhauer
- Fritz, Günther (* 1956), liechtensteinischer Journalist und Politiker, Parteipräsident der Vaterländischen Union
- Fritz, Hans-Georg (* 1932), deutscher Politiker (SPD), MdL
- Fritz, Hans-Gerhard (1939–2015), deutscher Kunststofftechniker und Hochschullehrer
- Fritz, Hans-Werner (* 1953), deutscher General
- Fritz, Harald (* 1954), deutscher Fußballspieler
- Fritz, Heinz (1909–1969), deutscher Jurist
- Fritz, Helmut, Kunstfigur
- Fritz, Helmut (* 1918), deutscher Fußballspieler
- Fritz, Henning (* 1974), deutscher HandballspielerHenning Fritz (* 1974)

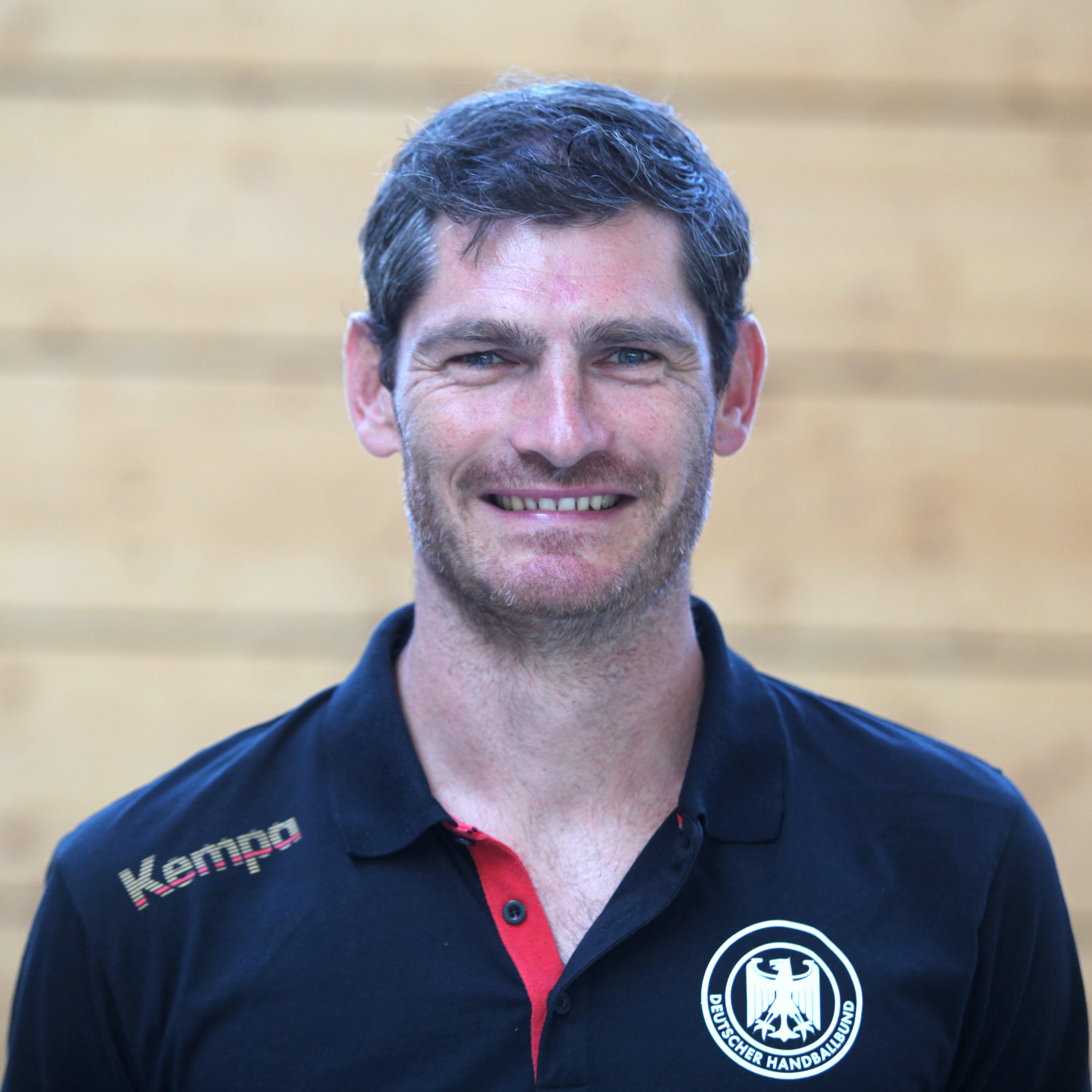
Henning Fritz (* 1974)

- Fritz, Henrieke (* 1997), deutsche Schauspielerin
- Fritz, Hermann (1830–1893), deutsch-schweizerischer Polarlichtforscher
- Fritz, Hermann (1903–1982), österreichischer Schlosser und Politiker (ÖVP), Abgeordneter zum Nationalrat
- Fritz, Irving B. (1927–1996), US-amerikanischer Stoffwechsel-Physiologe und Endokrinologe
- Fritz, Jasmin (* 1996), deutsche Kanutin
- Fritz, Jindřich (1912–1984), tschechischer Schachkomponist
- Fritz, Joachim (* 1974), österreichischer Politiker (FPÖ)
- Fritz, Johann († 1834), Wiener Klavierbauer
- Fritz, Johann (1799–1878), deutscher Rechtswissenschaftler und Professor für römisches Recht
- Fritz, Johann Friedrich (1798–1870), deutscher Maler und Lithograf
- Fritz, Johann Georg (1811–1852), deutscher Münzeisenschneider und Medailleur
- Fritz, Johann Michael (* 1936), deutscher Kunsthistoriker
- Fritz, Johanna (* 1981), deutsche Illustratorin
- Fritz, Johanna-Maria (* 1994), deutsche Fotografin
- Fritz, Jörg (* 1960), deutscher Politiker (Bündnis 90/Die Grünen), MdL Baden-Württemberg
- Fritz, Josef (1926–1975), österreichischer Politiker (ÖVP), Landtagsabgeordneter zum Vorarlberger Landtag
- Fritz, Joß, südwestdeutscher BauernführerJoß Fritz

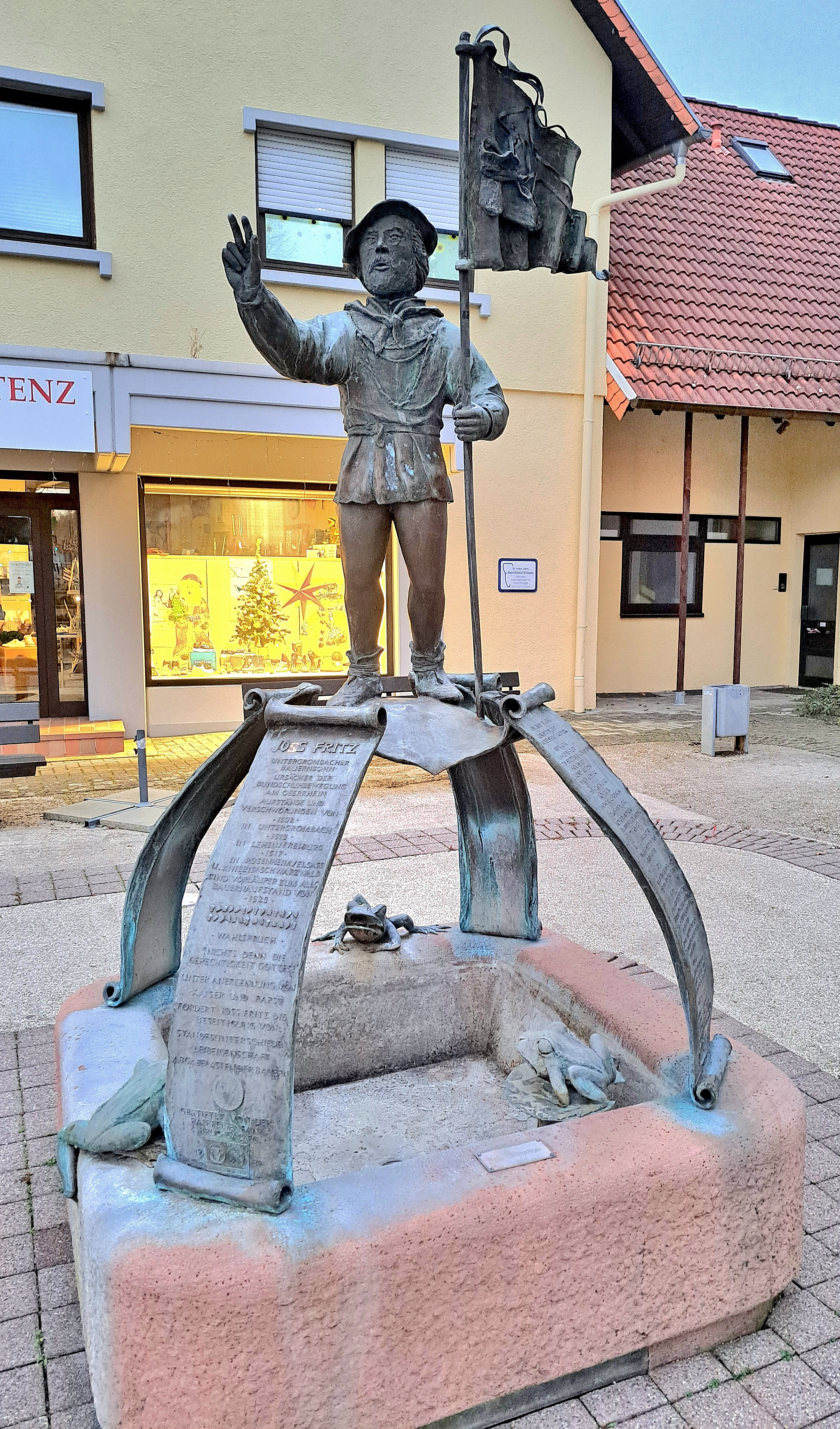
Joß Fritz

- Fritz, Jürgen (* 1949), deutscher Politiker (CDU)
- Fritz, Jürgen (* 1953), deutscher Keyboarder
- Fritz, Karin, deutsche Kostüm- und Bühnenbildnerin
- Fritz, Karin (* 1957), österreichische Politikerin (GRÜNE), Landtagsabgeordnete
- Fritz, Karl (1864–1931), deutscher Erzbischof des Erzbistums Freiburg im Breisgau
- Fritz, Karl-Walter (1931–2022), deutscher Politiker (SPD), MdB
- Fritz, Klaus (* 1958), deutscher Übersetzer
- Fritz, Klaus-Dieter (1947–2023), deutscher Flottillenadmiral der Deutschen Marine
- Fritz, Kunibert (* 1937), deutscher Maler
- Fritz, Kurt von (1900–1985), deutscher klassischer Philologe
- Fritz, Lance M. (* 1963), amerikanischer Manager
- Fritz, Marco (* 1977), deutscher Fußballschiedsrichter
- Fritz, Marianne (1948–2007), österreichische Schriftstellerin
- Fritz, Markus (* 1972), österreichischer Basketballspieler
- Fritz, Martin (* 1963), österreichischer Kurator, Berater und Publizist
- Fritz, Martin (* 1966), deutscher Fußballspieler
- Fritz, Martin (* 1982), österreichischer Autor, Literaturwissenschafter und Theatermacher
- Fritz, Martin (* 1994), österreichischer Nordischer Kombinierer
- Fritz, Martin (* 1999), österreichischer Floorballspieler
- Fritz, Marvin (* 1993), deutscher MotorradrennfahrerMarvin Fritz (* 1993)

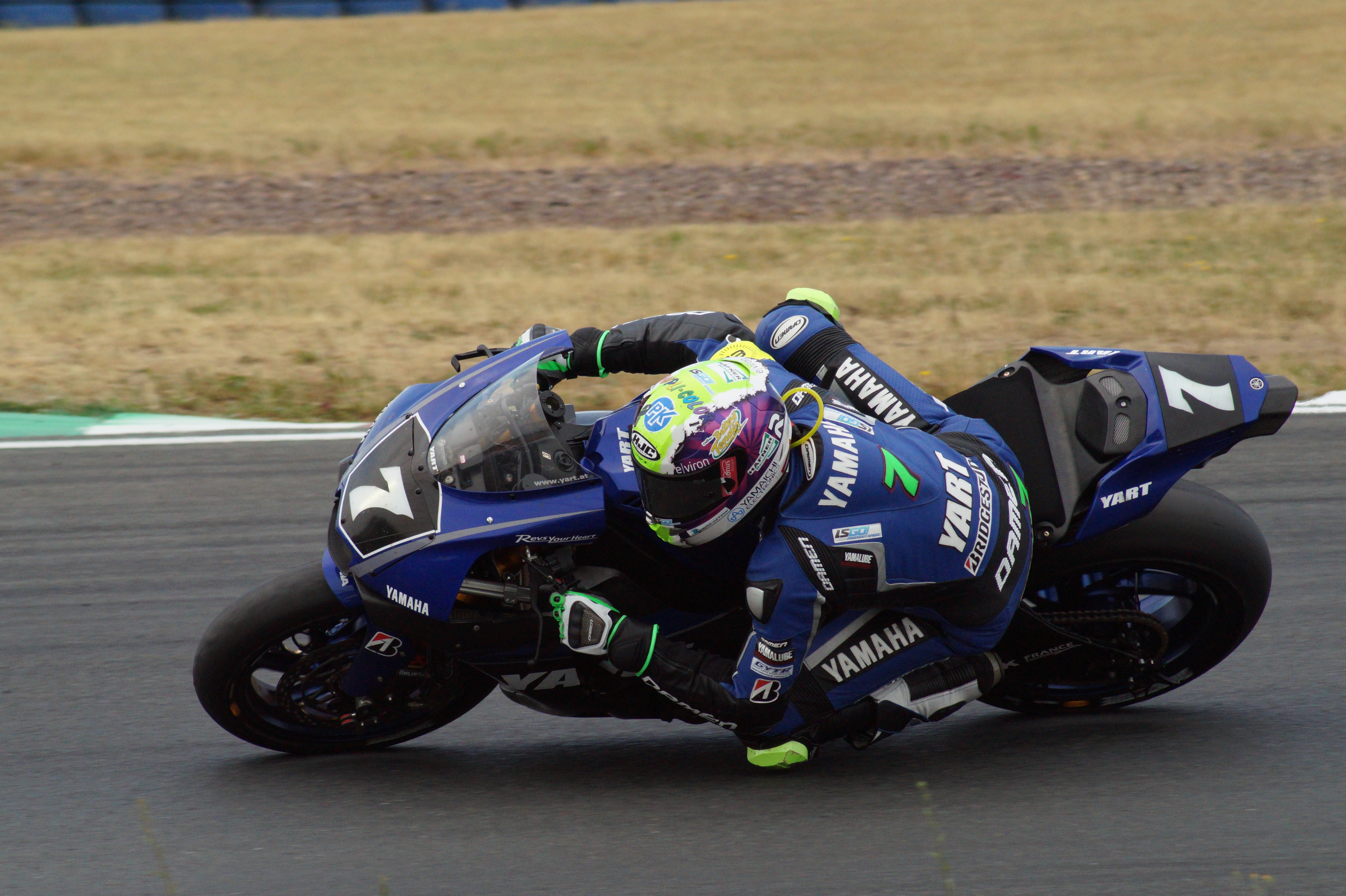
Marvin Fritz (* 1993)

- Fritz, Matthias (* 1969), deutscher Fußballspieler
- Fritz, Matthias Andreas (* 1968), deutscher Indogermanist und Hochschullehrer
- Fritz, Max (1849–1920), deutscher Landschaftsmaler
- Fritz, Max Hermann (1873–1948), deutscher Bildhauer, Porzellanmodelleur und Medailleur
- Fritz, Michael G. (* 1953), deutscher Schriftsteller
- Fritz, Miguel (* 1955), deutscher römisch-katholischer Ordensgeistlicher, Apostolischer Vikar von Pilcomayo
- Fritz, Moritz (* 1993), deutscher Fußballspieler
- Fritz, Nicole (* 1969), deutsche Kunst- und Kulturwissenschaftlerin
- Fritz, Nikki (1964–2020), US-amerikanische Schauspielerin und ModelNikki Fritz (1964–2020)

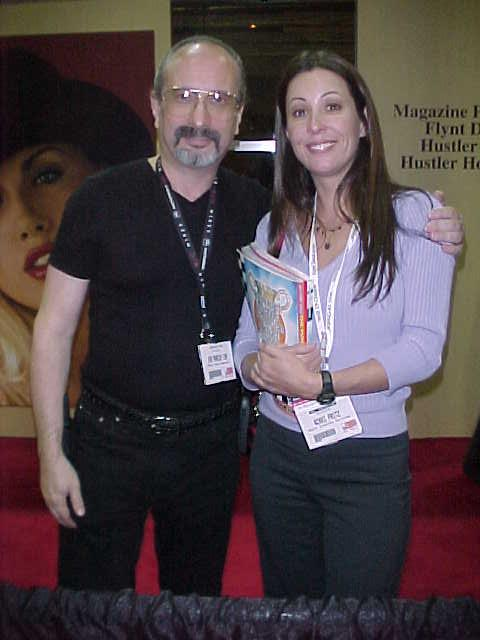
Nikki Fritz (1964–2020)

- Fritz, Oswald (1925–2005), deutscher Fußballschiedsrichter
- Fritz, Pat (* 1964), deutscher Sänger, Gitarrist und Songwriter
- Fritz, Patricia (* 2001), deutsche Synchronschwimmerin
- Fritz, Peter (* 1937), deutscher Geologe und Geochemiker
- Fritz, Peter (* 1952), deutscher Energieexperte
- Fritz, Peter (* 1961), österreichischer Fernsehjournalist
- Fritz, Philipp (* 1878), Architekt und Baumeister
- Fritz, Raymond (1898–1979), französischer Sprinter
- Fritz, Reinhard (* 1946), deutscher Maler und Grafiker
- Fritz, Reinhold (1884–1950), deutscher Opernsänger (Bassbariton)
- Fritz, Richard (* 1949), deutscher Tischtennisspieler
- Fritz, Robert (1890–1983), deutscher Jurist
- Fritz, Roger (1936–2021), deutscher Schauspieler und Filmemacher
- Fritz, Rolf (1904–1992), deutscher Kunsthistoriker
- Fritz, Samuel (1654–1725), böhmischer Jesuitenmissionar
- Fritz, Sebastian (* 1986), deutscher Schauspieler
- Fritz, Sherilyn, US-amerikanische Klimawissenschaftlerin
- Fritz, Steve (* 1967), US-amerikanischer Leichtathlet
- Fritz, Susanne (* 1964), deutsche Schriftstellerin und Regisseurin
- Fritz, Taylor (* 1997), US-amerikanischer TennisspielerTaylor Fritz (* 1997)

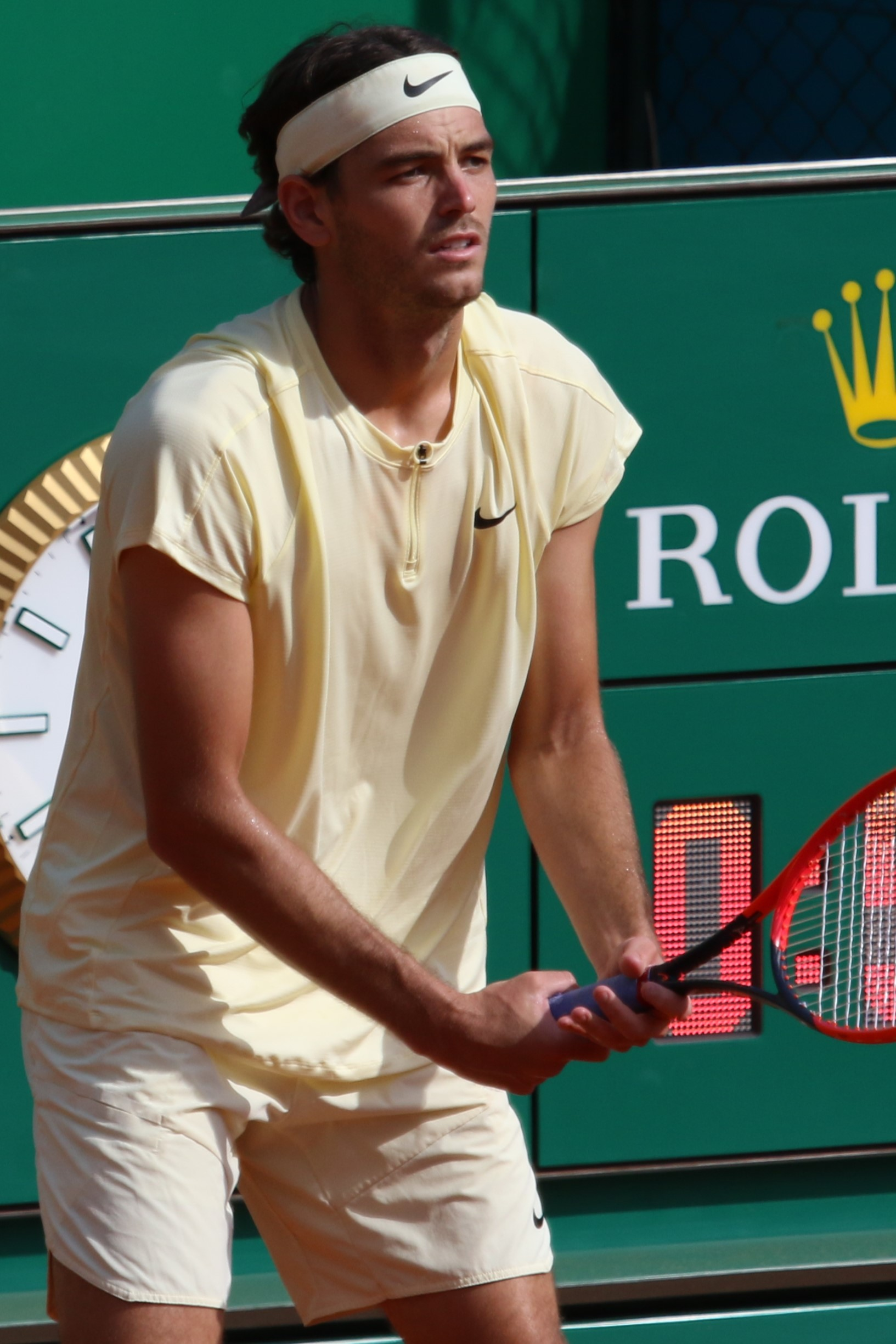
Taylor Fritz (* 1997)

- Fritz, Theobald (1771–1848), österreichischer römisch-katholischer Theologe und Hochschullehrer
- Fritz, Thomas (* 1955), deutscher Schriftsteller und Dramaturg
- Fritz, Uwe (* 1963), deutscher Zoologe
- Fritz, Volkmar (1938–2007), deutscher biblischer Archäologe
- Fritz, Walter (1902–1983), deutscher Physiker und Regierungsrat
- Fritz, Walter (1921–1994), österreichischer Politiker (ÖVP), Landtagsabgeordneter zum Vorarlberger Landtag
- Fritz, Walter (1941–2020), österreichischer Filmwissenschaftler
- Fritz, Walter Helmut (1929–2010), deutscher Schriftsteller
- Fritz, Werner (1932–2020), deutscher Chirurg und Kinderchirurg
- Fritz, Wilhelm (1927–2002), deutscher Manager, Sportfunktionär und Verfassungsrichter
- Fritz, William (1914–1995), kanadischer Sprinter
- Fritz, Wolfgang (* 1947), österreichischer Schriftsteller
- Fritz, Wolfgang (* 1951), deutscher Ökonom
- Fritz-Benzing, Patrick (* 1977), deutscher Bezirkskantor der Erzdiözese Freiburg
- Fritz-Niggli, Hedi (1921–2005), Schweizer Strahlenbiologin, Begründerin der Strahlenbiologie in der Schweiz
- Fritz-Petersen, Johanne (1879–1961), dänische Theater- und Filmschauspielerin
- Fritz-Schubert, Ernst (* 1948), deutscher Therapeut, Pädagoge und Buchautor
- Fritz-Steuber, Julia (* 1967), deutsche Mikrobiologin und Hochschullehrerin
- Fritz-Vannahme, Joachim (* 1955), deutscher Journalist und Buchautor

#### Fritze
- Fritze, Barthold (1697–1766), deutscher Erfinder, Musiktheoretiker, Klavier-, Spieluhren- und Orgelbauer
- Fritze, Carl Wilhelm (1791–1842), deutscher Kaufmann
- Fritze, Carl Wilhelm August (1781–1850), deutscher Kaufmann und Bremer Senator
- Fritze, Eduard (1849–1926), deutscher Architekt, Baubeamter, Politiker und Autor
- Fritze, Erich (1923–1991), deutscher Schauspieler und Synchronsprecher
- Fritze, Ernst (1850–1941), deutscher Vizeadmiral der Kaiserlichen Marine
- Fritze, Ernst Albert (1791–1839), deutscher Arzt und Zoologe
- Fritze, Georg (1874–1939), evangelischer Pfarrer und Theologe, religiöser Sozialist und Antifaschist
- Fritze, Gotthelf Christlieb (1744–1815), niedersorbischer evangelischer Pfarrer und Schriftsteller
- Fritze, Heinrich (1792–1879), preußischer Generalleutnant
- Fritze, Herbert (1905–1938), deutscher Fußballspieler
- Fritze, Johann Friedrich (1735–1807), deutscher Mediziner und Hochschullehrer
- Fritze, Johannes (1888–1960), deutscher Politiker (FDP)
- Fritze, Konrad (1930–1991), deutscher Historiker
- Fritze, Lothar (* 1954), deutscher Philosoph und Politikwissenschaftler
- Fritze, Ludwig (1833–1922), deutscher Indologe und Sanskritist
- Fritze, Otto, deutscher Fußballspieler
- Fritze, Petrus (1584–1648), deutscher brandenburgischer Diplomat und Jurist
- Fritze, Sören (* 1994), deutscher Basketballspieler
- Fritze, Tom (* 1965), deutscher Autor
- Fritze, Uta (* 1955), deutsche Physikerin und Astronomin
- Fritze, Werner (1836–1925), deutscher Kaufmann, Königlicher Kommerzienrat und Kommunalpolitiker
- Fritze, Wolfgang H. (1916–1991), deutscher Historiker
- Fritzel, Wilhelm (1870–1943), deutscher Landschaftsmaler der Düsseldorfer Malerschule
- Fritzen, Adolf (1838–1919), Bischof von Straßburg
- Fritzen, Aloys (1840–1916), deutscher Jurist und Politiker (Zentrum), MdR
- Fritzen, Joachim (1909–1996), deutscher Sinologe und Musikwissenschaftler
- Fritzen, Karl (1844–1933), deutscher Jurist und Politiker (Zentrum), MdR
- Fritzen, Marianne (1924–2016), deutsche Atomkraftgegnerin
- Fritzen, Marlies (* 1962), deutsche Politikerin (Bündnis 90/Die Grünen), MdL
- Fritzen, Michael (1938–2024), deutscher Musiker, Sänger, Texter und BandleaderMichael Fritzen (1938–2024)

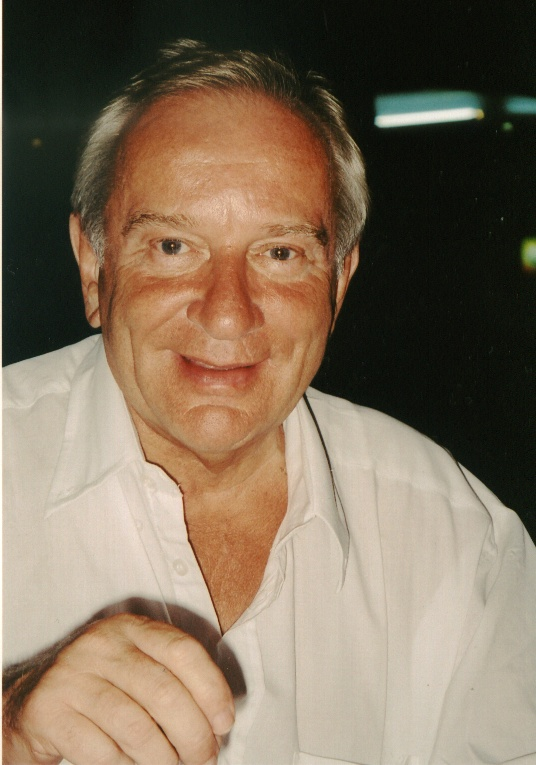
Michael Fritzen (1938–2024)

- Fritzen, Nicola (* 1978), deutscher Schauspieler
- Fritzen, Stefan (1940–2019), deutscher Posaunist und Orchesterleiter
- Fritzenwallner, Josef Franz (* 1965), österreichischer Politiker (FPÖ), Abgeordneter zum Salzburger Landtag
- Fritzenwanker, Petra, deutsche Schauspielerin
- Fritzenwenger, Herbert (* 1962), deutscher Biathlet
- Fritzer, Anni, österreichische Badmintonspielerin
- Fritzer, Harald, österreichischer Koch
- Fritzer, Johann Daniel († 1661), Vogt, Gerichtsschreiber und Schultheiß

#### Fritzh
- Fritzhans, Johannes († 1540), deutscher Franziskaner und lutherischer Prediger

#### Fritzi
- Fritzinger, Klaus (1937–2015), deutscher Fußballspieler, Automobilrennfahrer und UnternehmerKlaus Fritzinger (1937–2015)

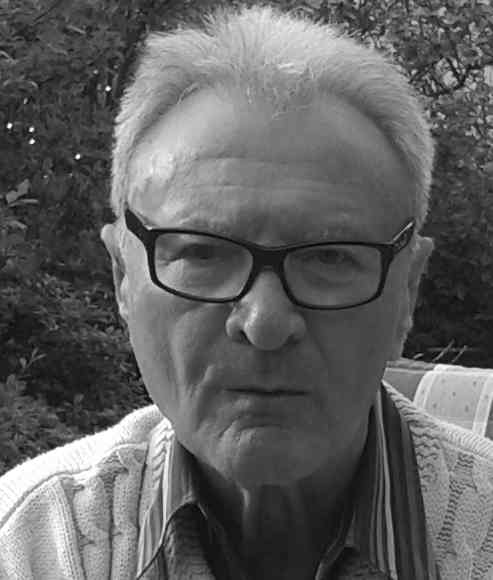
Klaus Fritzinger (1937–2015)

#### Fritzl
- Fritzl, Josef (* 1935), österreichischer Sexualstraftäter und Entführer
- Fritzlar, Torsten (* 1973), deutscher Mathematiker
- Fritzler, Matías (* 1986), argentinischer Fußballspieler

#### Fritzm
- Fritzmann, Ernst (1898–1984), deutscher Leichtathlet
- Fritzmeier, Franz-David (* 1980), deutscher Eishockeyspieler, -trainer und -funktionär

#### Fritzn
- Fritzner, Julius (1828–1882), norwegischer Geschäftsmann und Hotelier

#### Fritzo
- Fritzon, Anna-Lena (* 1965), schwedische Skilangläuferin und Biathletin
- Fritzon, Heléne (* 1960), schwedische Politikerin der Sozialdemokratischen Arbeiterpartei Schwedens, Regierungsmitglied 2017

#### Fritzs
- Fritzsch, Angela (* 1961), deutsche FernsehmoderatorinAngela Fritzsch (* 1961)

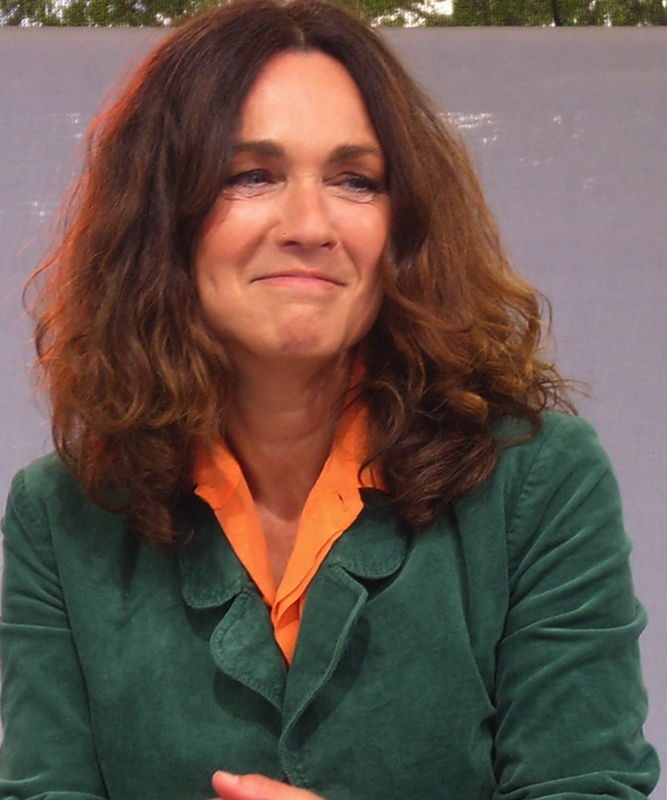
Angela Fritzsch (* 1961)

- Fritzsch, Arnold (* 1951), deutscher Komponist, Sänger, und Texter
- Fritzsch, Christian (1695–1769), deutscher Kupferstecher
- Fritzsch, Christian Friedrich, deutscher Kupferstecher
- Fritzsch, Claudius Ditlev (1765–1841), deutsch-dänischer Maler
- Fritzsch, Georg (* 1963), deutscher Musiker und Dirigent
- Fritzsch, Harald (1943–2022), deutscher theoretischer Physiker
- Fritzsch, Johann Christian Gottfried († 1802), deutscher Kupferstecher
- Fritzsch, Johannes (* 1960), deutscher Dirigent
- Fritzsch, Karl (1903–1945), deutscher KZ-Aufseher und Kriegsverbrecher, führte Zyklon B zur Ermordung von Häftlingen ein
- Fritzsch, Karl-Ewald (1894–1974), deutscher Volkskundler und Pädagoge
- Fritzsch, Martin (* 1921), deutscher Fußballspieler
- Fritzsch, Roland (1929–2012), deutscher Forstwissenschaftler
- Fritzsch, Ronald (1951–2022), deutscher Terrorist der Bewegung 2. Juni
- Fritzsch, Sebastian (* 1977), deutscher Fotograf, Filmregisseur und Drehbuchautor
- Fritzsch, Theodor (1868–1952), deutscher Pädagoge
- Fritzsch, Thomas (* 1961), deutscher Gambist
- Fritzsch, Walter (1920–1997), deutscher FußballtrainerWalter Fritzsch (1920–1997)

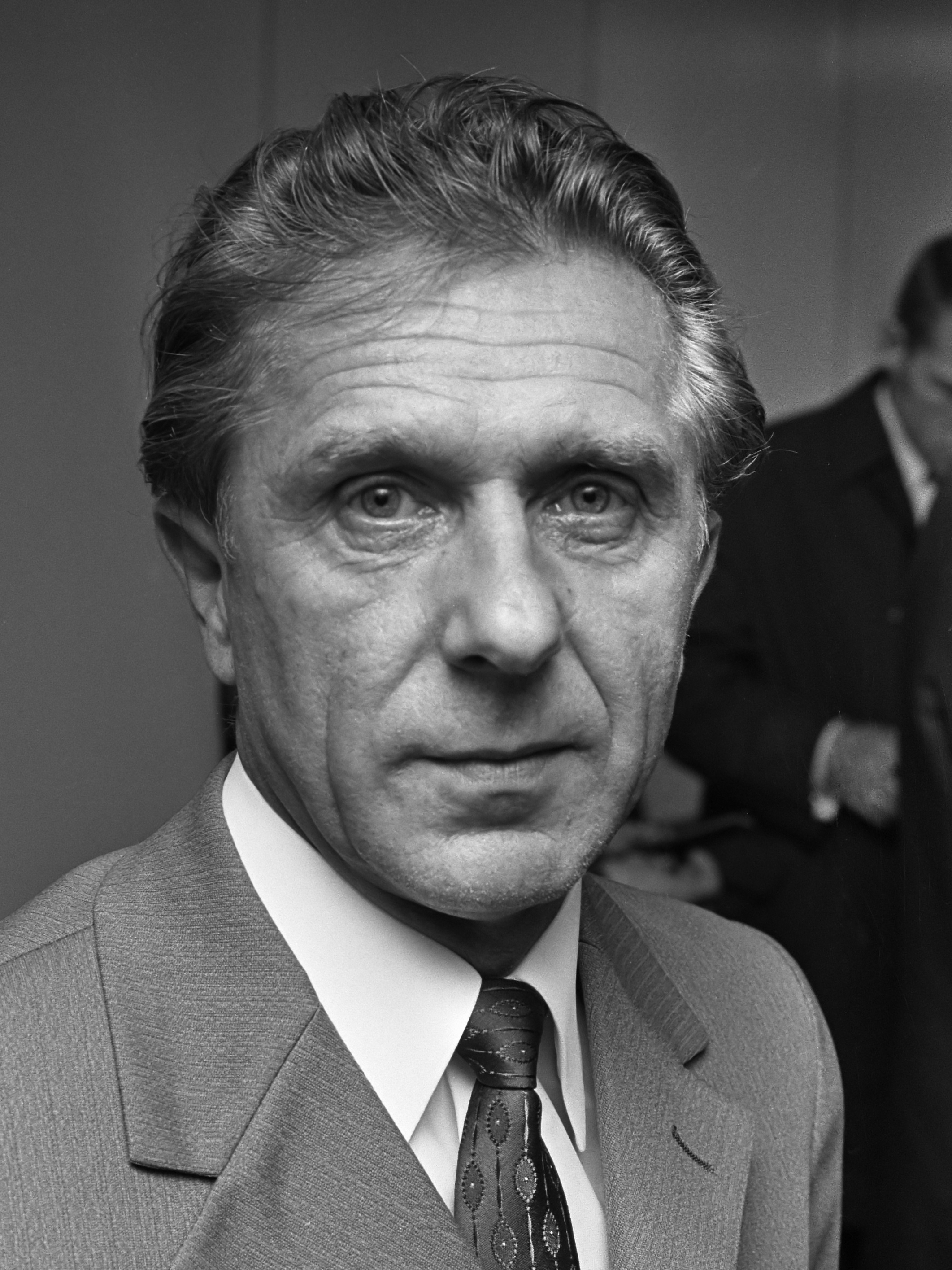
Walter Fritzsch (1920–1997)

- Fritzsche, Adolf Theodor Hermann (1818–1878), deutscher Philologe
- Fritzsche, Alfred (1898–1985), deutscher Maler und Grafiker
- Fritzsche, Anja Flieda (* 1977), deutsche Autorin und bildende Künstlerin
- Fritzsche, August (1816–1902), deutscher Sozialreformer
- Fritzsche, Belén (* 1997), argentinische Sprinterin
- Fritzsche, Bence, deutscher Journalist
- Fritzsche, Bruno (* 1986), deutscher Filmproduzent, Regisseur und Unternehmer
- Fritzsche, Carl Hellmut (1895–1968), deutscher Bergbauingenieur und Professor für Bergbaukunde
- Fritzsche, Carl Julius (1808–1871), deutscher Chemiker
- Fritzsche, Christian Friedrich (1776–1850), deutscher Theologe
- Fritzsche, Christian Gottlob (* 1819), deutscher Lehrer und Autor
- Fritzsche, Claudia (* 1981), deutsche Schauspielerin
- Fritzsche, Claus (* 1934), deutscher Tennisspieler
- Fritzsche, Claus (1964–2014), deutscher Homöopathie-Lobbyist
- Fritzsche, Ernst (1850–1919), deutscher Philologe, Pädagoge und Schulleiter
- Fritzsche, Ernst (* 1892), deutscher Lehrer und Politiker (DNVP), MdL
- Fritzsche, Ernst Traugott (1851–1916), deutscher Kaufmann und Unternehmer
- Fritzsche, Eugen (1889–1938), deutscher Bildhauer und Graveur
- Fritzsche, Eva (1908–1986), deutsche Filmregisseurin und Theaterintendantin
- Fritzsche, Franz (1867–1943), deutscher Gymnasiallehrer
- Fritzsche, Franz Volkmar (1806–1887), deutscher Klassischer Philologe
- Fritzsche, Franz Wilhelm (1811–1892), deutscher Metallurg und Hochschullehrer für Probierkunst und Hüttenkunde
- Fritzsche, Friedrich August (1806–1887), deutscher Jurist und Politiker
- Fritzsche, Friedrich Wilhelm (1825–1905), deutscher Politiker (SDAP), MdR und Gewerkschafter
- Fritzsche, Gerhard (1911–1944), deutscher evangelisch-lutherischer Autor
- Fritzsche, Gottfried (1578–1638), deutscher Orgelbauer
- Fritzsche, Gotthard Daniel (1797–1863), deutscher lutherischer Geistlicher; Gründer der Evangelisch-Lutherischen Kirche in Australien
- Fritzsche, Hanns (1902–1945), deutscher Rechtsanwalt und Notar
- Fritzsche, Hans (1882–1972), schweizerischer Rechtswissenschaftler
- Fritzsche, Hans (1900–1953), deutscher Journalist und NS-Funktionär
- Fritzsche, Hans Christoph († 1674), deutscher Orgelbauer
- Fritzsche, Hans Karl (1914–1999), deutscher Offizier und Ministerialbeamter
- Fritzsche, Hans-Georg (1926–1986), deutscher Theologe und Hochschullehrer
- Fritzsche, Harald (1937–2008), deutscher Fußballspieler, Torwart der DDR-Nationalmannschaft
- Fritzsche, Hellmut (1927–2018), deutsch-US-amerikanischer Physiker
- Fritzsche, Hellmuth Allwill (1901–1942), deutscher Kunsthistoriker
- Fritzsche, Hermann Traugott (1809–1887), deutscher Kaufmann und Firmeninhaber
- Fritzsche, Hermann Traugott junior (1843–1906), deutscher Kaufmann
- Fritzsche, Joachim (* 1943), deutscher Germanist
- Fritzsche, Jörg (* 1963), deutscher Jurist und Hochschullehrer
- Fritzsche, Julius (1842–1907), deutscher Theaterschauspieler, Intendant und Theaterleiter
- Fritzsche, Julius Otto (1872–1948), deutscher Maler
- Fritzsche, Jürgen (* 1967), deutscher Karatemeister (5. Dan) und Autor
- Fritzsche, Justus (1941–2003), deutscher Film-, Fernseh- und Theaterschauspieler
- Fritzsche, Karl (1906–2000), deutscher Veterinärmediziner
- Fritzsche, Karl August (1871–1944), deutscher Fabrikant
- Fritzsche, Karl Friedrich August (1801–1846), deutscher Theologe
- Fritzsche, Karl Julius (1883–1954), deutscher Filmproduzent
- Fritzsche, Karl-Friedrich (* 1951), bildender Künstler
- Fritzsche, Karl-Peter (* 1950), deutscher Politikwissenschaftler
- Fritzsche, Klaus (1940–2024), deutscher Politikwissenschaftler
- Fritzsche, Klaus (* 1946), deutscher Mathematiker
- Fritzsche, Kurt (* 1868), deutscher Politiker (DNVP) und Mitglied des Sächsischen Landtages
- Fritzsche, Kurt (1919–2005), deutscher Fußballspieler und -trainer
- Fritzsche, Lara (* 1984), deutsche Journalistin
- Fritzsche, Marc (* 1969), deutscher Kunstpädagoge und Hochschullehrer
- Fritzsche, Marco, deutscher Biophysiker und Immunologe
- Fritzsche, Max, deutscher Rechtsanwalt, Notar und Politiker in Deutsch-Südwestafrika
- Fritzsche, Max (1906–1999), deutscher Bühnenbildner, Kostümbildner und Regisseur
- Fritzsche, Olga (* 1972), deutsche Politikerin (Die Linke), MdHBOlga Fritzsche (* 1972)

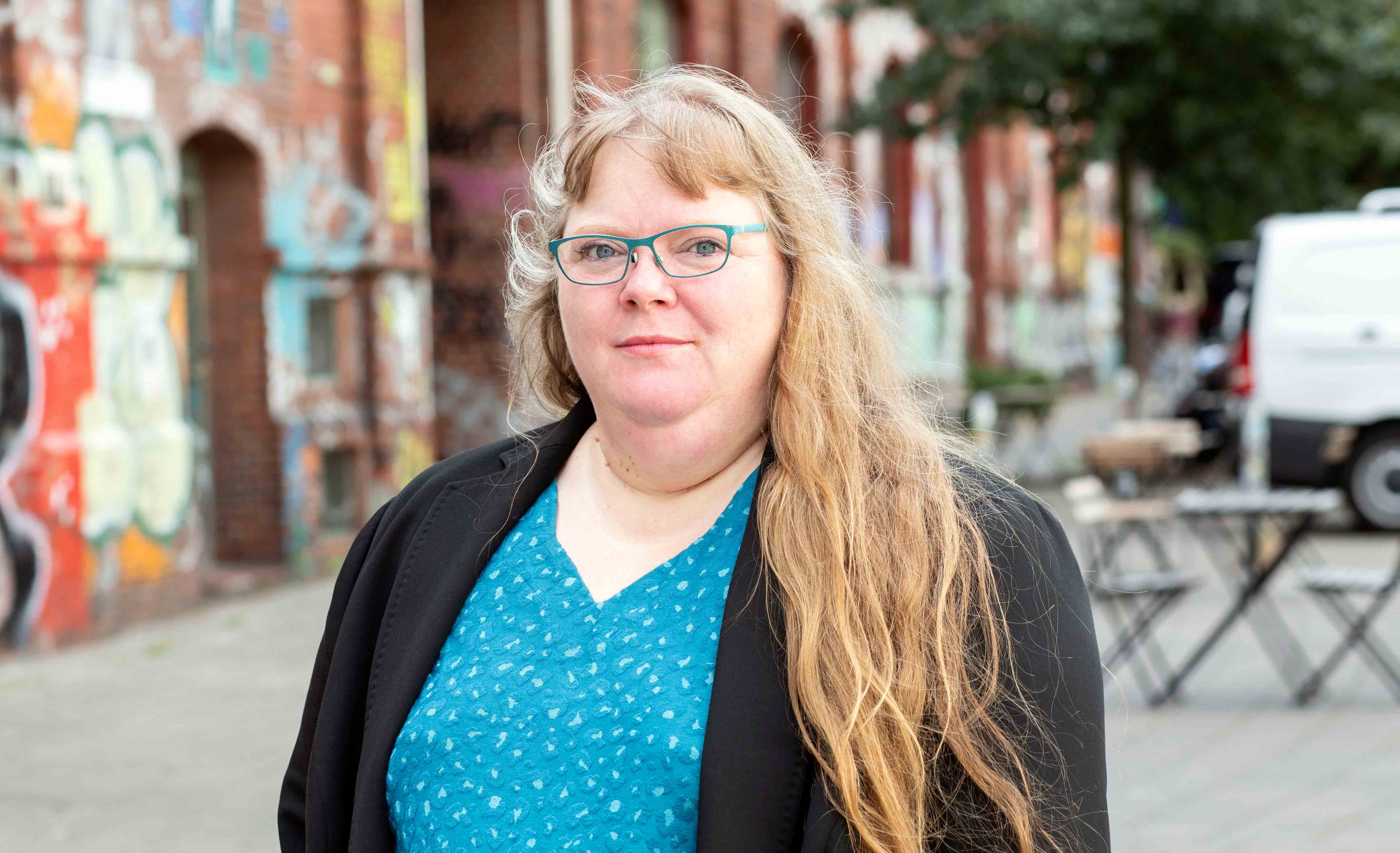
Olga Fritzsche (* 1972)

- Fritzsche, Oliver (* 1977), deutscher Politiker (CDU), MdL
- Fritzsche, Otto Emil (1877–1962), deutscher Maschinenbau-Ingenieur und Hochschullehrer
- Fritzsche, Otto Fridolin (1812–1896), deutscher Theologe
- Fritzsche, Otto Hermann (1882–1908), deutscher Marineoffizier und Luftfahrtpionier
- Fritzsche, Peter (1938–2022), deutscher Künstler, Bildhauer, Plastiker
- Fritzsche, Peter (* 1959), US-amerikanischer Historiker
- Fritzsche, Philipp (* 1970), deutscher Künstler, Plastiker
- Fritzsche, Rainer (* 1978), deutscher Synchronsprecher und Schauspieler
- Fritzsche, Rainer Jon (* 1944), ungarisch-deutscher ehemaliger Theaterregisseur
- Fritzsche, Rayk (* 1978), deutscher Eisschnellläufer
- Fritzsche, Reinhold (1851–1929), deutscher Politiker (SPD)
- Fritzsche, Richard (1910–1976), deutscher Journalist und Heimatforscher
- Fritzsche, Robert Arnold (1868–1939), deutscher Bibliothekar
- Fritzsche, Rolf (1927–2013), deutscher Phytomediziner und Entomologe
- Fritzsche, Rolf (* 1933), deutscher Fußballspieler
- Fritzsche, Stephan (* 1954), deutscher Fußballspieler
- Fritzsche, Stephan (* 1963), deutscher Hörfunkmoderator
- Fritzsche, Theodor (1838–1903), deutscher Lehrer und Klassischer Philologe
- Fritzsche, Walter (1895–1956), deutscher Fußballspieler
- Fritzsche, Werner, deutscher Radrennfahrer
- Fritzsche, Wilfried (1923–1982), deutsch-österreichischer Elektrotechniker und Hochschullehrer
- Fritzschen, Fritz (1880–1939), deutscher Politiker (DNVP) und Verwaltungsjurist
- Fritzschen, Günther (1930–2018), deutscher Verwaltungsjurist und Beamter
- Fritzsching, Hermann (1900–1954), deutscher Tontechniker
- Fritzsching, Karl (1891–1976), deutscher Lehrer, Heimatforscher, Denkmalpfleger und Zeichner
- Fritzsching, Max (* 1988), deutscher SchauspielerMax Fritzsching (* 1988)

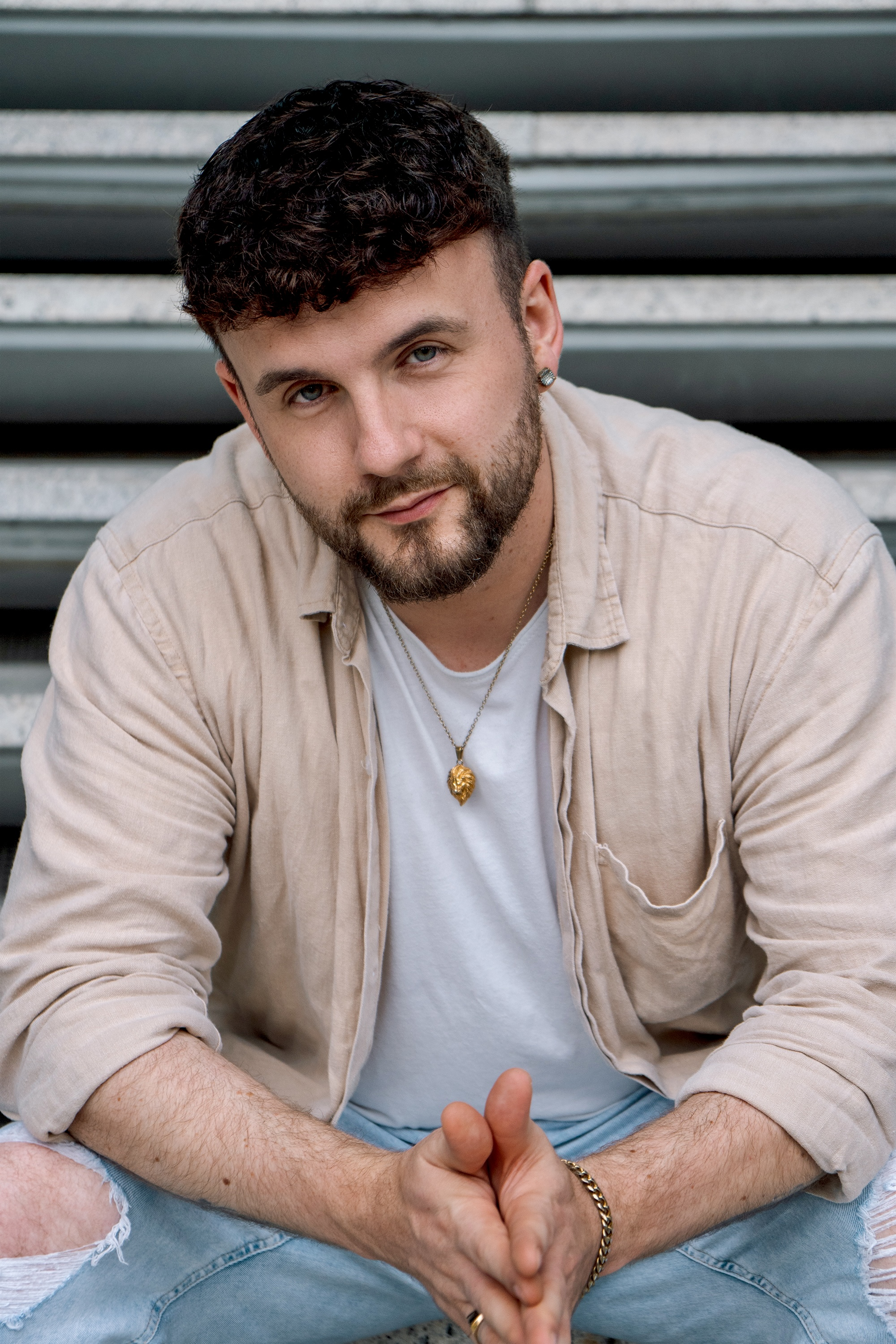
Max Fritzsching (* 1988)

- Fritzsching, Thomas (* 1949), deutscher Musiker und Gitarrist
- Fritzson, Lena (* 1958), schwedische Sprinterin
- Fritzson, Ulrica (* 1968), schwedische Pfarrerin, Bischöfin von Skara